# ジーゲン
ジーゲン (ドイツ語: Siegen, ドイツ語発音: [ˈziːg̩n] ( 音声ファイル)) は、ドイツ連邦共和国ノルトライン＝ヴェストファーレン州アルンスベルク行政管区のジーゲン＝ヴィトゲンシュタイン郡に属す都市である。人口約10万人のこの街はグロースシュタット（ドイツ語: Großstadt、大都市）に位置づけられている。2012年7月から「ジーゲン大学都市」と称している。
ノルトライン＝ヴェストファーレン州 - ヘッセン州 - ラインラント＝プファルツ州の 3州境の北西に位置するこの街は、郡行政機関の所在地であり、州行政計画では南ヴェストファーレン人口集中地域の上級中心に位置づけられている。この街は有名なバロック画家ピーテル・パウル・ルーベンスの生誕地であり、このためジーゲンは「ルーベンス都市」と称している。

## 地理

### 位置
ジーゲンは、ジーク川上流の分岐したすり鉢状の谷のジーガーラントに位置しており、フェルンドルフバッハ川とヴァイス川が市内でジーク川に注いでいる。この谷から数多くの横谷が分岐している。これを取り巻く山は、住宅地として開発されていない限り、灌木林で覆われている。北はザウアーラント、北東はロタール山地のヴィトゲンシュタイナー・ラント、南はヴェスターヴァルト、西はヴィルデンブルガー・ラントに連なる。
ジーゲン周辺の最寄りの大都市は、平均交通距離で、北はハーゲン (83 km)、南東はフランクフルト・アム・マイン (125 km)、南西はコブレンツ (105 km)、西はケルン (93 km) がある。直線距離では、ハーゲンまで 65 km、フランクフルトまで 95 km、ケルンまで 75 km である。
本市は、ドイツ＝オランダ観光街道のオラニエ＝ルート上に位置している。

### 山
ジーゲン中核市区内には8つの山がある:
| - ギールスベルク (358 m) - ジークベルク (307 m) - リンデンベルク (373 m) - ホイスリング (364 m) | - ロスターベルク (326 m) - フィッシュバッヒャーベルク (371 m) - ヴェラースベルク (346 m) - ハイデンベルク (315 m) |

ジーゲンの市域内にはこの他に、たとえば、アイザーフェルトとヘングスバッハとの間のギルベルクやアイザーフェルトとザルヒェンドルフとの間のプファンネンベルクがある。これらの山頂はアイザーフェルト地区に属す。

### 市域の広がり
本市の総面積は約 115 km2 である。東西の最大幅は 11 km、南北のそれは 12 km である。市境の長さは 48 km である。ジーゲンの平均高度は海抜 290 m である。市内の最高地点は、南の市境にあるプファンネンベルク山頂の海抜 499 mである。郡の最低地点はニーダーシェルデン近郊の南西の市境にあたる海抜 215 m の地点である。この地点は同時にラインラント＝プファルツ州との州境でもある。2015年12月31日現在の市域の森林占有率は約 51.8 % である。

### 隣接する市町村
ジーゲン市は、北はクロイツタールおよびヴェンデン（オルペ郡）、東はネトフェン、南東はヴィルンスドルフ、南はノインキルヒェン、西はムーダースバッハ（ラインラント＝プファルツ州アルテンキルヒェン郡）、北西はフロイデンベルクと境を接している。

### 市の構成
ジーゲン市は6つの都市管区 (ドイツ語: Bezirk) に分けられる。都市管区は、集落状の市区で構成されている。それぞれの都市管区は、15名の投票権を持つ委員と15名の投票権を持たない委員からなる管区委員会を有している。この委員は、市議会選挙時の各管区における政党別得票率に応じて、市議会によって任命される。管区委員会は、各管区の問題について決定を下す。これらの課題は、ジーゲン市の基本条例で確定されている。
ヴァイデナウ、ガイスヴァイト、ビルレンバッハ、ランゲンホルディングハウゼン、ブーヒェン、ゾールバッハ、ディルンヒュッテン、ニーダーゼッツェン、オーバーゼッツェン、マイスヴィンケルの各市区は1966年7月1日から1974年12月31日までヒュッテンタール市を形成していた。また、アイザーフェルト、アイゼルン、ゴーゼンバッハ、ニーダーシェルデン、オーバーシェルデンの各市区は、1966年7月1日から1974年12月31日までアイザーフェルト市を形成していた。
6つの管区とこれに所属す市区
| 管区                 | 市区                                                        | 人口（人）     | 地図           |
| -------------------- | ----------------------------------------------------------- | -------------- | -------------- |
| I （ガイスヴァイト） | ビルレンバッハ                                              | 1,005          | ジーゲン市区図 |
| I （ガイスヴァイト） | マイスヴィンケル                                            | 644            | ジーゲン市区図 |
| I （ガイスヴァイト） | ランゲンホルディングハウゼン                                | 1,502          | ジーゲン市区図 |
| I （ガイスヴァイト） | ガイスヴァイト                                              | 13.314         | ジーゲン市区図 |
| I （ガイスヴァイト） | ディルヒュッテン                                            | 285            | ジーゲン市区図 |
| I （ガイスヴァイト） | ゾールバッハ                                                | 527            | ジーゲン市区図 |
| I （ガイスヴァイト） | ブーヒェン                                                  | 746            | ジーゲン市区図 |
| I （ガイスヴァイト） | ニーダーゼッツェン                                          | 657            | ジーゲン市区図 |
| I （ガイスヴァイト） | オーバーゼッツェン                                          | 864            | ジーゲン市区図 |
| I （ガイスヴァイト） | ジーゲン＝ガイスヴァイト計                                  | 16,393         | ジーゲン市区図 |
| II （ヴァイデナウ）  | ヴァイデナウ                                                | 15,117         | ジーゲン市区図 |
| II （ヴァイデナウ）  | ジーゲン＝ヴィーデナウ計                                    | 15,117         | ジーゲン市区図 |
| III （オスト）       | カーン＝マリエンボルン                                      | 3,440          | ジーゲン市区図 |
| III （オスト）       | アルト＝ジーゲン (ギーエルベルク)                           | 第IV管区に算入 | ジーゲン市区図 |
| III （オスト）       | ビュールバッハ                                              | 1,862          | ジーゲン市区図 |
| III （オスト）       | フォルンスベルク                                            | 246            | ジーゲン市区図 |
| III （オスト）       | ブライテンバッハ                                            | 336            | ジーゲン市区図 |
| III （オスト）       | フォイアースバッハ                                          | 392            | ジーゲン市区図 |
| III （オスト）       | ジーゲン＝オスト計（内市街を除く）                          | 6,276          | ジーゲン市区図 |
| IV （ミッテ）        | アルト＝ジーゲン（第III管区および第IV管区に含まれない部分） | 37,666         | ジーゲン市区図 |
| IV （ミッテ）        | ジーゲン＝ミッテ計                                          | 37,666         | ジーゲン市区図 |
| V （ヴェスト）       | ゼールバッハ                                                | 2,204          | ジーゲン市区図 |
| V （ヴェスト）       | トルップバッハ                                              | 1,851          | ジーゲン市区図 |
| V （ヴェスト）       | アルト＝ジーゲン（ヴェラースベルク）                        | 第IV管区に算入 | ジーゲン市区図 |
| V （ヴェスト）       | アルト＝ジーゲン（フィッシュバッヒェーベルク）              | 第IV管区に算入 | ジーゲン市区図 |
| V （ヴェスト）       | アルト＝ジーゲン（アーヒェンバッハ）                        | 第IV管区に算入 | ジーゲン市区図 |
| V （ヴェスト）       | アルト＝ジーゲン（ローテンベルク）                          | 第IV管区に算入 | ジーゲン市区図 |
| V （ヴェスト）       | ジーゲン＝ヴェスト計（内市街を除く）                        | 4,055          | ジーゲン市区図 |
| VI （ジュート）      | オーバーシェルデン                                          | 1,164          | ジーゲン市区図 |
| VI （ジュート）      | ニーダーシェルデン                                          | 5,270          | ジーゲン市区図 |
| VI （ジュート）      | アイザーフェルト                                            | 8,067          | ジーゲン市区図 |
| VI （ジュート）      | アイゼルン                                                  | 2,343          | ジーゲン市区図 |
| VI （ジュート）      | ゴーゼンバッハ                                              | 2,366          | ジーゲン市区図 |
| VI （ジュート）      | ジーゲン＝ジュート計                                        | 19,210         | ジーゲン市区図 |
| ジーゲン 合計        | ジーゲン 合計                                               | 101,871        | ジーゲン市区図 |

#### 市街区
市域を市管区と市域に分ける区分の他に、境界や概念のはっきりしない様々な固有の名称で呼ばれる地区 (ドイツ語: Gebiete) がある。たとえば、ウンターシュタット、オーバーシュタット、ハンマーヒュッテ、リンデンベルク、シャルロッテンタール、ハールター・ベルク（大学を含む）やドライスバッハなどがそれである。これらの地区は、いくつかの公的な市区にまたがっている。たとえばジークヒュッテ地区の場合、ジーゲン＝ミッテ管区とヴァイデナウ管区に一部ずつ懸かっており、いくつかの地域間で空間的に重なっていたりする。こうした土地の区分は他の都市でも Vierteln、Veedeln、Kiezen などの語を用いて同様に行われており、伝統的観点から有用であるが、統計上あるいは行政管理上は意味を持たない。住民が理解する上で重要な意味を持つ場合がある他に、地図上の説明、バスの路線名、看板や交通標識などでその名称が見られる。特に都市アウトバーン「ヒュッテンタール通り」(HTS) のインターチェンジは該当する地区名に拠っている。

### 気候
ジーゲンの気候は、街の高度に支配されている。中低山地に位置することから、年間降水量の長期平均値は 1160.8 mm である。最も月間降水量が最も多いのは12月で 137.5 mm、最も少ないのは4月の 80.3 mm である。
年間平均気温は 8.6 ℃で、ドイツの測候所を3分した中間のグループに含まれる。最も平均気温の高い月は 17.1 ℃の7月、最も低い月は 0.5 ℃の1月である。
この街では主に南西あるいは西から風が吹いている。
| ジーゲン市 (1961 - 1990)の気候 | ジーゲン市 (1961 - 1990)の気候 | ジーゲン市 (1961 - 1990)の気候 | ジーゲン市 (1961 - 1990)の気候 | ジーゲン市 (1961 - 1990)の気候 | ジーゲン市 (1961 - 1990)の気候 | ジーゲン市 (1961 - 1990)の気候 | ジーゲン市 (1961 - 1990)の気候 | ジーゲン市 (1961 - 1990)の気候 | ジーゲン市 (1961 - 1990)の気候 | ジーゲン市 (1961 - 1990)の気候 | ジーゲン市 (1961 - 1990)の気候 | ジーゲン市 (1961 - 1990)の気候 | ジーゲン市 (1961 - 1990)の気候 |
| 月                             | 1月                            | 2月                            | 3月                            | 4月                            | 5月                            | 6月                            | 7月                            | 8月                            | 9月                            | 10月                           | 11月                           | 12月                           | 年                             |
| ------------------------------ | ------------------------------ | ------------------------------ | ------------------------------ | ------------------------------ | ------------------------------ | ------------------------------ | ------------------------------ | ------------------------------ | ------------------------------ | ------------------------------ | ------------------------------ | ------------------------------ | ------------------------------ |
| 日平均気温 °C （°F）           | 0.5 (32.9)                     | 1.3 (34.3)                     | 4.1 (39.4)                     | 7.8 (46)                       | 12.5 (54.5)                    | 15.5 (59.9)                    | 17.1 (62.8)                    | 16.4 (61.5)                    | 13.1 (55.6)                    | 9.1 (48.4)                     | 4.3 (39.7)                     | 1.4 (34.5)                     | 8.59 (47.46)                   |
| 降水量 mm （inch）             | 117.5 (4.626)                  | 85.5 (3.366)                   | 100.2 (3.945)                  | 80.3 (3.161)                   | 81.5 (3.209)                   | 93.9 (3.697)                   | 97.1 (3.823)                   | 89.8 (3.535)                   | 84.7 (3.335)                   | 84.9 (3.343)                   | 107.5 (4.232)                  | 137.7 (5.421)                  | 1,160.6 (45.693)               |
| 出典：Deutscher Wetterdienst   |                                |                                |                                |                                |                                |                                |                                |                                |                                |                                |                                |                                |                                |

## 歴史

### 古代から中世
ジーゲンという地名は、ケルト語に由来する可能性がある河川名ジークに由来する。現在のノルトライン＝ヴェストファーレン州の一部に紀元前に暮らしていたケルト＝ゲルマン人部族シカンブリー族と関係があるかどうかは判っていない。「Sigena」という村落を初めて記録した資料は1079年にまで遡る。
発掘調査は、紀元前500年から紀元後100年までの間の、ジーガーラントにおける鉱石採掘と「注目すべきラ＝テーヌ時代の鉄精錬」を証明した。いくつかの発掘現場がジーゲン市の市域内にあり、アーヒェンバッハ近郊のエングスバッハ砂鉱床で溶鉱炉が発見されている。これはジーガーラントで最も古いものの1つである。この最古の鉄精錬所は何百年もの間休止しており、中世初期（10世紀から11世紀）に再開された。鉱石の採掘と精錬は数世紀前まで続けられていた。
1175年に鋳造された硬貨には、ジーゲンが「civitas」（都市）と記されている。
1224年にジーゲンは、新しく建設された、あるいは復興された、都市または地方の町と史料に記録されている（正確にはラテン語で oppidi Sige de novo constructi）。これはケルン大司教エンゲルベルト1世がナッサウ伯ハインリヒ富裕伯に所領の半分を譲渡するという旨の9行のラテン語の文書である。おそらく、ヴァイスタールの入植地から、現在旧市街が存在する山の突出部に移転したものと考えられる。この頃にはすでにオベーレ・シュロス（上の城）が存在していた証拠がある。1303年10月19日にこの街は、「ゾーストの都市権」を得た。1345年8月21日にライムバッハタール右岸のホーフ・ヴィンターバッハが初めて記述されている。1381年2月1日まで市は2人の領主の支配を受けていた。その後完全にナッサウ家の掌中に収まった。最も古い印章は1309年3月25日のものである。

### 近世
ジーゲン市は16世紀に防衛施設を持った。防衛施設は16本の塔と市門を備えた頑丈な市壁で、強大な城を有していた。ジーゲン防衛施設の3つの門は、西のケルナー門、南のレール門、東のマールブルガー門である。
何度もの火災がこの街を襲った。特に1593年8月16日と、1695年4月10日から20日の火災は文献に記録されている。ほとんどすべてのジーゲン市民が収穫のために町の外に出ていた1593年8月16日の日中に起こった火災は、マールブルガー通りの鍛冶屋ヨハン・ブッシュが火元であった。火花が亜麻に飛び火し、引火したもので、瞬く間に25軒の家屋と15棟の納屋が全焼、11軒の家屋と12棟の納屋が大きな損傷を被った。
記録された二度目の火災は、1695年4月10日の夕方にバールシュテヴェンデのパン屋ヨハン・ダウプの家から出火し、市場から下の都市を焼き尽くした。合計252軒の家屋と52棟の「建造物」、さらにナッサウ宮殿が火災によって破壊された。強風にあおられた炎が、ほぼ完全に藁葺きであった家屋に燃え広がった。この火災によって、老人を助け出すことができず、11人が病院で死亡した。また、20頭の家畜も炎の中で死んだ。この火災に関わるヘルボルン大学ジーゲンから改革派の侯妃宛の見舞い状に、ジーゲンは「ナッサウの目であり、誇りである」と描かれている。さらに1869年4月12日の21時頃、大火が起こった。この火災によりジーゲンの「Klubb」が焼失したが、ニコライ教会周辺の密集した住宅街、49家族、約200人が住む家屋群は無傷で遺った。
ナッサウ伯ヴィルヘルム富裕伯（1487年 - 1559年）は、1536年に、旧フランシスコ会修道院の建物内に教育施設を設けた。これが、ジーゲン市のギムナジウム・アム・レールトーアの前身となった。1594年から1599年/1600年と1606年から1609年までジーゲンと上述の教育施設はナッサウ大学の所在地となった。この大学は、ナッサウ伯＝オラニエ公子ヴィルヘルム（沈黙伯、1533年 - 1584年）の弟ナッサウ＝ディレンブルク伯ヨハン6世（1535年 - 1606年）が1548年にヘルボルンに設立し、ジーゲンに移転させた。創設者のヨハン6世にちなんで「ヨハネア」と呼ばれるこの大学は、カルヴァン主義改革派が提唱した契約神学の牙城であった。
1599年/1600年にジーゲンに移転した後の大学の学長は、ザイン＝ヴィトゲンシュタイン伯領ディーデンハウゼン出身の国家法学者でカルヴァン主義の政治理論家ヨハネス・アルトジウス（かつてはアルトハウスと呼ばれた）であった。その主著「Politica Methodice Digesta」（1603年）は、近世の領邦国家における最初の系統的な政治論である。この著書は、彼を16世紀から17世紀の最も重要な国家理論学者の1人とし、近世の連邦理論発展の父とした。ジーゲンでの教授時代にアルトジウスは若い未亡人マルガレーテ・ケスラーと結婚した。彼女はジーゲンの経理局長フリードリヒ・ノイラート（またはナウラート）の娘であった。アルトジウスは、1604年からカルヴァン主義の都市エムデンの法律顧問に就任した。
ヨハン6世の長男ヨハン7世（1561年 - 1623年）は1616年に、現在もブルク通りに遺る旧武器庫の建物内に軍事学校を設立した。旧フランシスコ修道院の敷地にウンテーレ・シュロス（下の城館）が造られた。その息子のヨハン8世は1612年にカトリック教会に宗旨を変え、住民たちにも暴力でこれを強制した。オランダのブラジル総督ヨハン・モーリッツ・フォン・ナッサウ＝ジーゲンはこれを避け、1650年から1651年に自らの権限で宗旨に基づいてジーガーラントの分割を行った。

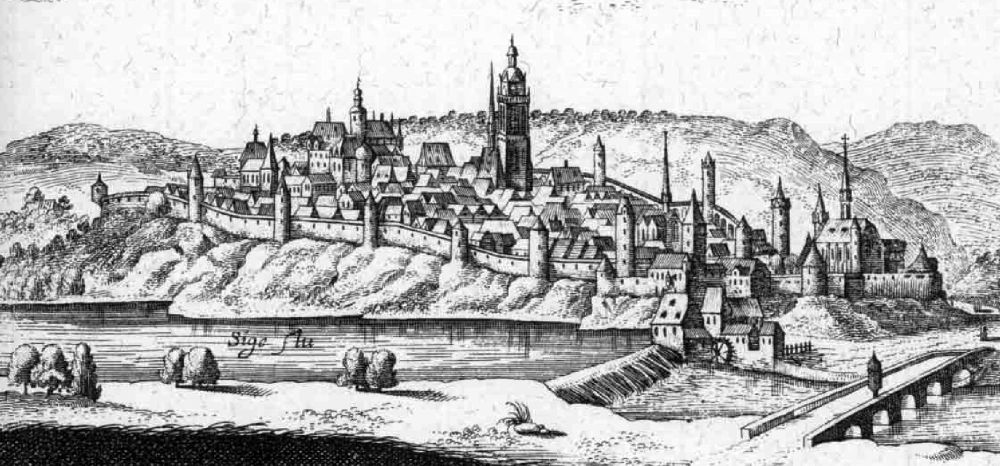
1655年出版のマテウス・メーリアンの銅版画に描かれたジーゲン

1673年2月19日、住民たちは地震に驚き、恐怖した。1679年2月10日（別の資料では1679年2月19日とされているが）にオスナブリュック軍による都市封鎖が始まった。1682年1月15日に洪水がジークタールに大きな被害をもたらした。1716年2月20日に、それまで柵で囲まれていたジーゲンのすべての農場や庭園を今後は生け垣で囲うよう命令が出された。
ヴィルヘルム・ヒアキントの下で、1699年から両宗派間の暴力闘争が始まった。1707年3月29日にハルトの住民フリードリヒ・フレンダーが斬首された後、ヴィルヘルム・ヒアキントは廃位され、放逐された。1743年の彼の死によりナッサウ＝ジーゲン家のカトリック系領主家は断絶した。改革派の家系もすでに1734年に断絶していたため、皇帝カール6世はオラニエ侯子にナッサウ＝ディーツ侯領の統治を委託した。ジーゲンは、オラニエ＝ナッサウ侯領内のジーゲン侯領の首都となった。
1777年9月6日、ドイツ西部で初の舗装道路ハーゲン - オルペ - クロムバッハ - ジーゲン線のレールトーア橋が架けられた。1806年3月15日にナポレオンのエリート竜騎兵連隊がクレーヒェンシュタットに入城した。ナポレオンの成功に感謝してジーガーラントの教会で「テ・デウム」が行われたことが1809年1月8日に報告されている。
1816年、ジーゲンには572軒、3,421人が住んでいた。その18年前には家屋は555軒で、そのうち58軒がジークヒュッテ、41軒がハンマーヒュッテ、26軒が森の中にあった。

### 19世紀、帝国の終焉
主要な収入源であったジーガーラントの鉱業と林業は順調に発展していった。オラニエ侯ヴィルヘルムはナポレオン主導のライン同盟への参加を拒否し、退位させられた。ジーガーラントはベルク大公国ジーク県の一部となった。ライプツィヒの戦いでナポレオンが敗退した後、オラニエ侯子ヴィルヘルムは1813年12月にドイツの世襲地の領主に返り咲いたが、1815年にルクセンブルク大公領を保持したのとは対照的に、ジーガーラントはプロイセンに割譲された。この街は、初めはコブレンツ県（ニーダーライン州）、1817年からアルンスベルク県（ヴェストファーレン州）のジーゲン郡に属した。
1813年11月8日、ブリュッヘルの軍16,000人と8,000頭の馬が4日間にわたってジーガーラントを行軍した。約1年後の1814年11月15日、16基のパラフィン灯によってジーゲンで最初の街灯が灯された。1841年9月1日ジーゲンで最初の「王立ラント＝フスボーテン郵便」がサービスを開始した。1875年9月9日、馬が牽引する道路清掃車が初めてジーゲンのザント通りとコブレンツァー通りに出動した。
1881年7月20日、1週間高温が続いた後の悪天候でこの街は大きな被害を受けた。

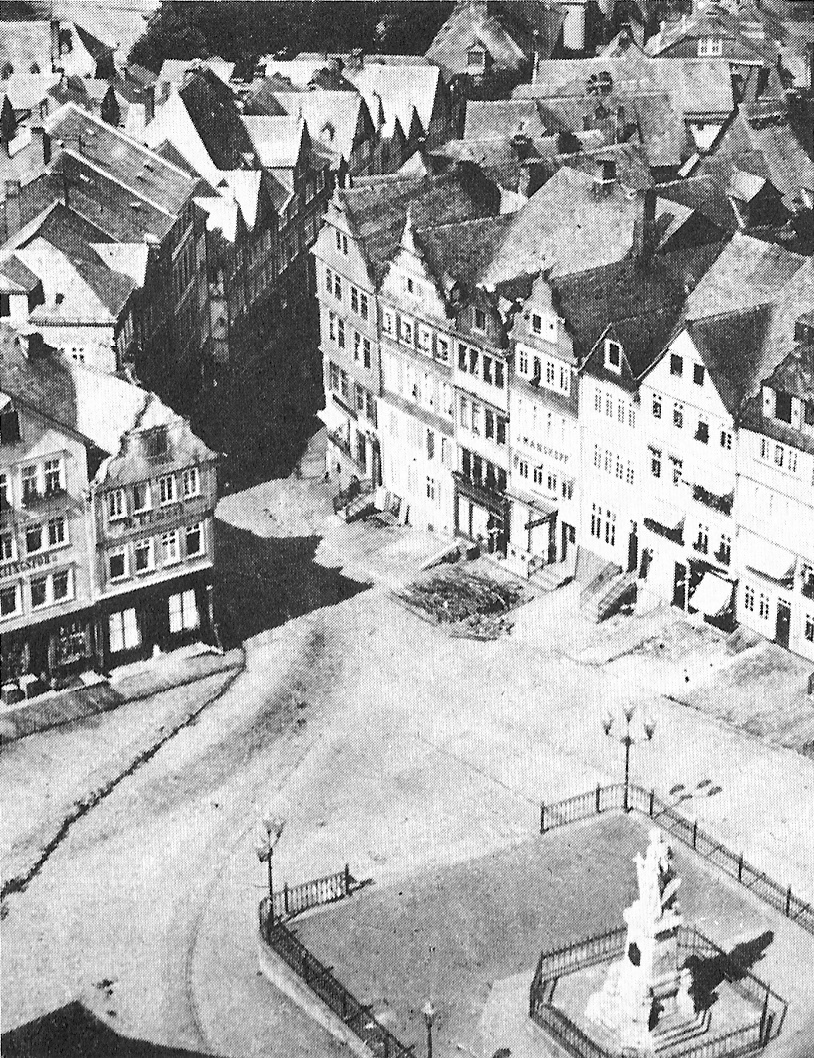
1890年頃のジーゲン市街地

プロイセンとの関係により、歴史的な南の地域との結びつきが失われた。ジーガーラントはヴェストファーレンに組み込まれており、このため100年間にわたって政治的、文化的、言語的、宗教的境界によって分断された。

### ヴァイマル共和政
11月革命を背景に、ジーゲンにも労兵レーテが形成された。レーテは「平安、秩序、安全」の配慮を使命とした。1918年末にそれまでの市長アントン・デリウスが高齢を理由に辞職した。後継には国家保守主義のアルフレート・フィスマーが就いた。
1923年3月1日、ジーゲン市はジーゲン郡から分離され、郡独立市となったが、ジーゲン郡の郡庁所在地はそのままとされた。
1927年12月6日、ジーゲンのヘレンガルテンに新しい税務署が開所した。この役所は1981年12月に移転するまでここにあったが、現在はヴァイデナウの新しい建物にある。
1929年12月27日のジーゲン市議会の政党別議席数は、ドイツ国家人民党 (DNVP) 9議席、中央党 8議席、ドイツ人民党 (DVP) 4議席、ドイツ社会民主党 (SPD) 4議席、国家社会主義ドイツ労働者党 (NSDAP) 4議席で、残りの4議席は「その他」と記録されている。
1932年4月10日の大統領選挙でのジーゲンにおける得票率は、ヒンデンブルク 50.8 %（全国 53 %）、ヒトラー 44.8 %（全国 36.8 %）、テールマン 4.4 %（全国 10.2 %）であった。同年4月24日の州議員選挙では、NSDAPが45.6 %（プロイセン全体では 36.3 %）の票を集めて、圧倒的な第一党となった。この時点で第二党は中央党 (18.4 %) であった。

### 国家社会主義
1933年1月30日のNSDAPとその連携政党（ヒトラー内閣）への政権移譲によって、ジーゲンではまずドイツ共産党 (KDP) 事務所の閉鎖、家宅捜索や差し押さえとその後の逮捕、平常でない条件で行われた3月5日の選挙時の組織的拘束が行われた。さらにはKDP、SPD、中央党、自由労働組合の党員・組合員が拉致され、NSDAPのブラウナー・ハウスの地下室で虐待や拷問を受けた。1933年2月25日、ジーガーラントで強制労働のための収容所建設が始まった。
1938年11月10日、オーバーグラーベンのユダヤ教会のシナゴーグが国家社会主義者のグループ（その多くはSS隊員であった）によって、多くの見物人の前で荒らされ、放火された。この建物は完全に破壊された。その他にも、少なくとも散発的にはオーバーシュタットのユダヤ人商店に対する攻撃が行われ、最少に見積もっても1軒の私邸が侵入を受けた（水晶の夜）。ユダヤ人コミュニティーの人、少なくとも店舗を構えていた男性はザクセンハウゼン強制収容所に送致され、店は奪われ、家族は国外に追放された。そのほかの多くの財産が失われた。こうした迫害以前からすでに始まっていた追放や冷酷な財産の再分配はかなりの量に上る。国家社会主義の犠牲者を追悼して現在多くのストルパーシュタイン（躓きの石）が設置されている。
現在は女性画家アンナ・ゼールにちなんで「ゼール邸」と呼ばれている建物が「芸術家の家」として完成したのは、1938年12月4日であった。元々レール通りにあった建物が1944年12月16日の大爆撃で完全に破壊された後、ゼール邸は現在のジーゲナー・コルンマルクトに移された。1962年からゼール邸内には図書館と市立ギャラリーが設けられている。
1940年11月30日、ジーゲン、ヴァイデナウ、ガイスヴァイトで16か所の防空壕建設が始まった。この計画は1939年の開戦以前からすでに立案されていた。
国防軍の進軍に伴って、1939年から外国人強制労働者がこの街に連れてこられた。1944年前半の強制労働者連行がピークに達する直前、9か国2,310人が22か所のジーゲン収容所およびわずかな民間宿泊所にいたことが報告されている。強制労働者の約2/3がソヴィエト連邦出身者で、このうち141人は、年齢層はそれぞれ異なるが未成年であった。
1942年4月28日、ユダヤ系ジーゲン住民のポーランドのザモシチ収容所への移送が始まった。2回目の移送は1942年7月27日にテレージエンシュタット強制収容所へ、3回目は1943年2月27日にアウシュヴィッツ絶滅収容所へ送致された。移送された者のうち生き延びた者はわずかであった。移送された人々の財産は没収され、多数派民族と国家のものとされた。
1944年9月に非ユダヤ人でありながらユダヤ人と結婚した者やその混血児の、カッセル＝ベッテンハウゼンやベルリン（ユダヤ人病院）など旧帝国内の様々な収容所への輸送が始まった。これらの拘束者は生き延びることができた。
1944年12月16日、市の中心部はイギリス軍の激烈な空爆の目標となり、市域の 80 % が破壊された。この爆撃で 348人のドイツ人と、人数の定かでない外国人強制労働者が亡くなり、おびただしい数の負傷者が出た。これとほぼ同時にジーゲン司令所から発射されたV2ロケットがルーベンス都市アントワープの満員の映画館を爆破し、567人が死亡し、291人が負傷した。1945年1月末から3月まで、現在の市域に対するさらなる爆撃（1月29日、2月1日、4日、14日、3月12日、17日、23日）によって死者やかなりの数の負傷者が出た。これによりジーガーラントの空中戦は遅ればせながら劇的な段階に入った。早期の戦争準備で、多くの避難所を建設し、住民たちは空襲から護られたため、損害は比較的軽度に推移した。
戦争末期には現在のジーゲン市の市域においても大量の犯罪が発生した。戦争の迅速な終結を支持したドイツ人や外国人強制労働者は、政敵とみなされ、あるいは罪の暴露を恐れられ、犠牲となった。
戦争末期、1945年4月初めに国防軍の一隊は、明らかな劣勢にもかかわらず激しい地上戦で戦争終結を遅らせようとした。軍は、アメリカ軍の降伏勧告を無視して戦闘を続け、これによりアメリカ軍兵士にも多くの犠牲者が出た。1945年4月6日にアメリカ軍は市の西端にあった兵舎を占領し、その3日後にはジーゲンの戦闘司令部を閉鎖した。これにより、本市における戦争は終結した。戦争にこの街にあった10,452戸の住居と4,338棟の建物のうち、90 % を超える10,452戸の住居と4,096棟の建物が損傷を受け、あるいは破壊された。ジーク川に架かるすべての橋が国防軍によって爆破された。アイザーフェルトだけで、1945年3月30日から31日にかけて、5本の鉄道橋と5本の道路橋が破壊された。

### 1945年以後
戦闘終結後、1945年4月9日にアメリカの戦闘部隊はイギリス軍事政府にこの街を引き渡した。4月29日軍事政府は、社会民主主義者フリッツ・フリースを上級市長に指名した。
ジーゲン郡の新設に関する法律の施行により、ジーゲン郡は1966年7月1日にジーゲン郡に編入された。同時に、それまで独立していた6町村が本市に合併した。この街には、一部の例外を除いて郡独立市に対する規定が適用された。さらに、当初は「上級市長」や「上級都市ディレクター」という肩書きも保持された。こうした本市の特別な状態は1975年1月1日のザウアーラント/パーダーボルン法によって撤廃された。この法律に伴ってジーゲンは他の 9市町村とともに郡を形成した。この郡は1984年1月1日にジーゲン＝ヴィトゲンシュタイン郡と改名された。
こうした自治体の新設措置によって本市の人口は1975年に初めて10万人を超え、これによりジーゲンは「大都市」となった。2011年の人口調査の結果、人口は 99,187人であり、ジーゲンは大都市の地位を失った。2014年12月31日には100,325人となり、再び基準を上回った。
2004年ジーゲンのロスターベルク住宅地で陥没が起きた。家屋は倒壊の危険にさらされた。この陥没箇所は「ジーゲナー・ロッホ」（ジーゲンの穴）として知られている。

### 地域再編
以下の町村および地域がジーゲンに合併した。
- 1902年4月1日: ブッシュゴットハルツヒュッテンの一部[53]
- 1912年4月1日: ブッシュゴットハルツヒュッテンの一部[53]
- 1934年8月1日: アーヒェンバッハの一部[53]
- 1937年4月1日: アーヒェンバッハとブッシュゴットハルツヒュッテンの一部[53]
- 1966年7月1日: トルプバッハ、ゼールバッハ、ブライテンバッハ、ビュールバッハ、カーン＝マリエンボルン、フォルンスベルク[53]
- 1969年1月1日: フォイエルスバッハ[54]
- 1975年1月1日: ヒュッテンタール市とアイザーフェルト市[55]

## 住民

### 宗教

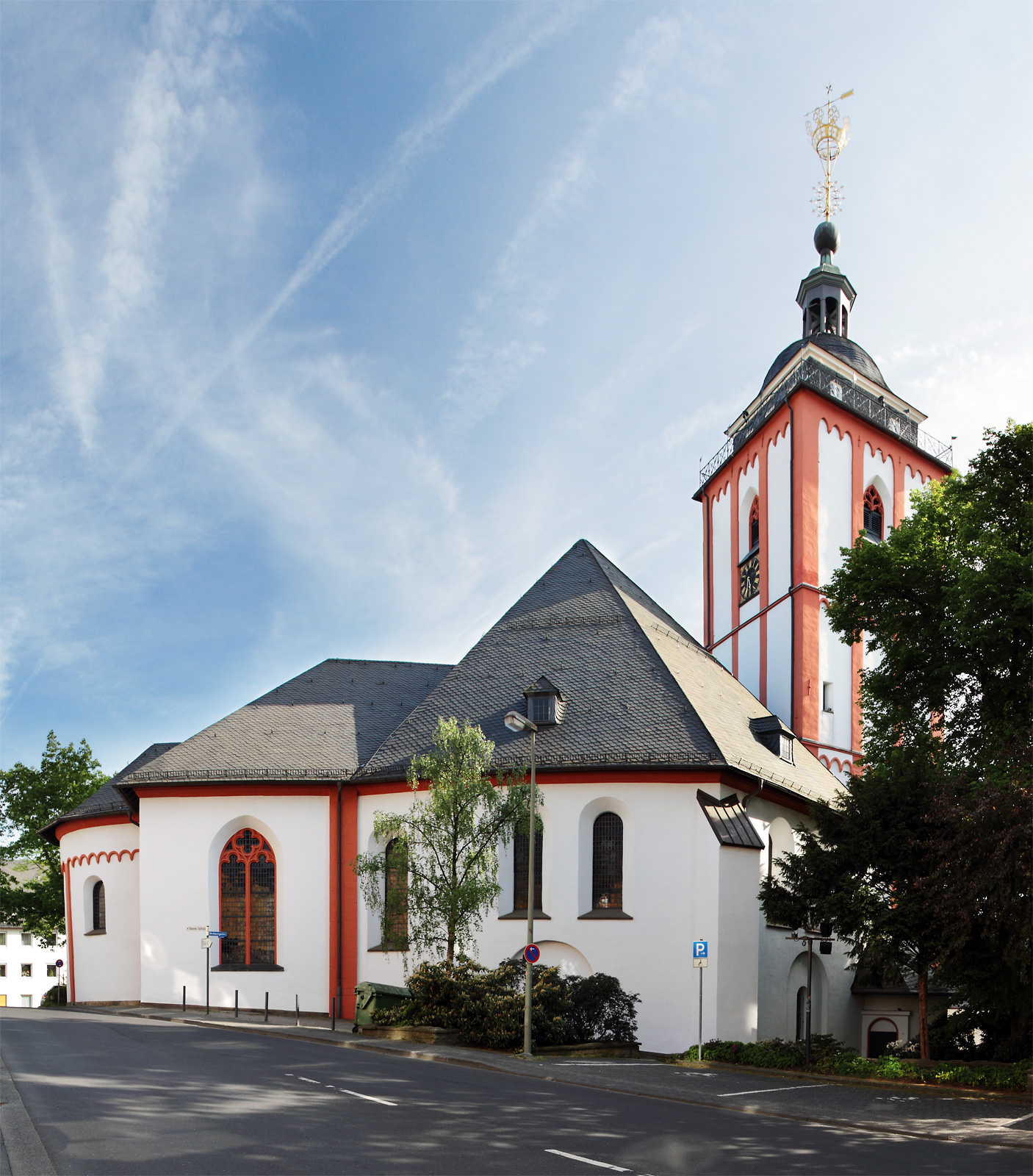
ニコライ教会

ジーゲン市は初めマインツ大司教区アルフェルト首席司祭区に属した。市内にはヴァイス女子修道院があったが、15世紀に閉鎖された。フランシスコ会修道院は、1530年に当時の領主ナッサウ家が福音主義に転じたため、1533年に廃止された。その後、この街は初めルター派を信仰したが、1550年からはナッサウ侯領に準じて改革派に転じた。ジーゲンは主にプロテスタントの街であった。1623年からは対抗宗教改革が一部で地盤を固め、ジーゲンの約1/5と周辺地域が再びカトリック化された。1626年から市内にイエズス会修道院が設けられた。
1815年にプロイセン領となって以後、ジーゲン地方では（他のプロイセン領と同様に）1810年から1835年まで、ルター派教会と改革派教会の合同教会が導入されたが、本市内では改革派の影響力が維持された。ジーゲンは、ヴェストファーレン州教会（現在のヴェストファーレン福音主義教会）の一部であり、その教区監督官所在地となった。現在この管轄単位は教会クライスと呼ばれており、自由教会を除くすべての教会組織がこれに属している。ジーゲン教会クライスには旧ジーゲン郡全域とオルペ郡の一部が含まれる。
本市のカトリック教会は、宗教改革以後も引き続きマインツ大司教区に属した。19世紀初めのカトリック協会の組織改革によってジーゲンはパーダーボルン司教区に割り当てられ、クライスジノーデ、現在の首席司祭区の本部所在地となった。郡内の教区組織はすべてこの首席司祭区に属している。1929年にパーダーボルン司教区は大司教区になった。
ジーゲンには、ローマ＝カトリック教会の他にギリシア正教会やルーマニア正教会がある。
ジーゲンは、ジーガーラント＝ヴィトゲンシュタイン福音主義教会連合の本部所在地である。この教会連合には70の敬虔主義組織が参加している。さらに様々な自由教会がこの街にある。多くの福音主義自由教会（バプテスト）、福音主義メソジスト教会、救世軍（ジーゲン隊）、独立福音主義ルター教会 (SELK)、アドヴェント教会、多くの自由福音主義教会 (FeG)、アーヒェンバッハ・キリスト教会、多くのキリスト集会、カルヴァリー・チャペル、ジーゲン＝マイスヴィンケル・ミッション教会などである。
この他のジーゲンの宗教組織には、末日聖徒イエス・キリスト教会、カトリック使徒教会、新使徒派教会、エホバの証人、原始キリスト教会、バハイ教会、モスクを有するイスラム教会、イザヤ教会がある。

ジーゲン市の人口推移

### 人口推移
1897年のジーゲンの人口は約2万人であったが、1939年までに倍増して約4万人に達した。第二次世界大戦で人口の約 30 %（12,000人）が失われた。人口は1945年までに28,000人にまで減少したが、1952年に戦前の状態まで人口が回復した。
1975年1月1日に、ヒュッテンタール（1974年の人口は38,867人）とアイザーフェルト（1974年の人口は22,354人）が合併したことでジーゲン市の人口は史上最高の117,224人を記録した。州のデータ管理・統計局の研究報告によれば、2005年6月末には105,328人がジーゲンを主たる居住地として暮らしていた。この時点で人口は、1975年以降約 10 %（12,000人）減少した。

## 行政

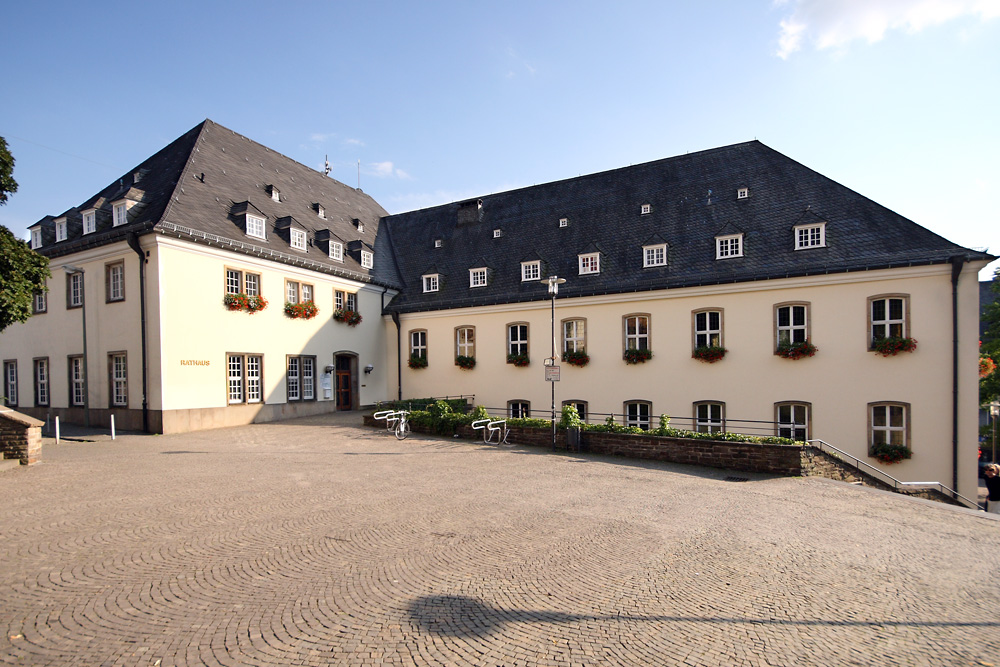
ジーゲン市庁舎

### 市議会
ジーゲンの市議会は、66議席で構成されている。

### 首長
13世紀以降、街のトップとして多くの市長が記録されている。1304年から1305年に初めて Rat（議会）という記述がある。しかし、1224年からすでに Burgmänner と3年ごとに交替する市長の制度があった。1500年からは1年に2人の市長が選出されていた。18世紀には、ツンフトが市での影響力を増していった。その後、高齢の靴職人が議会で「一般市民」の代表としての役割を担っている。中世の都市組織は1809年まで、一部は1815年まで有効であった。1815年から12人の議員からなる議会が街を治めた。議会は欠員補充を自ら行っていた。市長はその代表者であった。衛星都市は1824年からそれぞれの代表者を有した。彼らはジーゲン市長の下位に位置した。1836年にプロイセンの都市組織が導入された。1923年にジーゲン郡から分離された後、この街のトップは「上級市長」(ドイツ語:  Oberbürgermeister ) の肩書きを有することとなった。1919年から市長職にあったアルフレート・フィスマーは、国家社会主義の時代にもその職を堅持した。
第二次世界大戦後イギリス管理地区の軍事政府は新たな上級市長を指名し、1946年にイギリスをモデルとした自治体組織を導入した。その後選挙で選ばれる市議会が設けられ、その議員は「シュタットフェアオルドネーテ」（ドイツ語:  Stadtverordnete、直訳すると「都市指導者」）と呼ばれた。市議会は自らの中から、議長で市の代表者として名誉職の上級市長を選出することとなった。1946年から議会はこれに加えて、都市行政の指導者として専任の上級都市事務総長 (ドイツ語: Oberstadtdirektor) を選出した。
1975年に郡独立市のジーゲンが再びジーゲン郡（1984年1月1日からジーゲン＝ヴィトゲンシュタイン郡と改名）に再編入されたことで、議長の公式名称は「ビュルガーマイスター」（ドイツ語: Bürgermeister、市長）、行政トップのそれは「シュタットディレクトール」（ドイツ語: Stadtdirektor、都市事務総長）とされた。こうしたいわゆる二頭体制は1999年まで存続した。市議会によって選出された市長と都市事務総長はノルトライン＝ヴェストファーレン州の自治体令の改定によって廃止された。これ以後は専任の市長だけが置かれ、この市長が市議会議長と都市行政のトップを兼ねることとなった。市長は直接選挙で選出され、任期は5年とされたが、ノルトライン＝ヴェストファーレン州自治体令の改定により2009年以降の選挙で選出された市長の任期は6年となった。
シュテッフェン・ミュース (CDU) は2014年5月25日の選挙で 55.1 % の票を獲得して市長に再選された。
専任となった1999年以後の市長は以下の通りである:
- 1999年 - 2007年: ウルフ・デュテッツェル (CDU)
- 2007年 - : シュテッフェン・ミュース (CDU)

### 紋章
図柄: 銀地に赤い胸壁。壁には門があり、その両側に低い塔が設けられている。その上に、青い法衣、青いミトラ、銀のパリウム（マント）を身につけた大司教が半身を現している。その右手には金の湾曲部を持つ銀の司教杖、左手には開いた書物を持っている。塔の中には青い盾があり、その中に赤い爪と舌で威嚇する金の獅子が描かれている。
この紋章は3つの部分からなっている。上部はケルン司教を表す部分、壁は市自身を象徴しており、門の中の盾にはナッサウの獅子が見られる。青と金の配色はナッサウ家の色である。

#### 印章、旗、幟
ジーゲン市は、紋章の他に印章、旗、幟を使用している。これらに関する認可は、1975年8月20日にアルンスベルク行政管区長官によってなされた。白 - 黒の印章には市の紋章が描かれており、その周りには、下から時計回りで「STADT SIEGEN」という文言が大文字で書かれている。旗は、長辺と平行に青と黄色（またはオレンジ色）に2分割、その中央に市の紋章が見られる。幟の地色も同じで、幅は1:1の比である。紋章は中央上部1/3に描かれている。

### 姉妹都市
ジーゲンは以下の都市や地区と姉妹都市関係を結んでいる。
- ベルリン＝シュパンダウ（ドイツ、ベルリン）1952年
- カトウェイク（オランダ、南ホラント州）1963年
  - 旧姉妹都市のRijnsburg が2006年に合併した後これを引き継いだ
- リーズ（イギリス、ウェスト・ヨークシャー）1996年
  - 旧姉妹都市のモーリーが1974年に合併した後これを引き継いだ
- イーペル（ベルギー、ウェスト＝フランデレン州）1967年
- ザコパネ（ポーランド、マウォポルスカ県）1989年
- プラウエン（ドイツ、ザクセン州）1990年

## 文化と見所

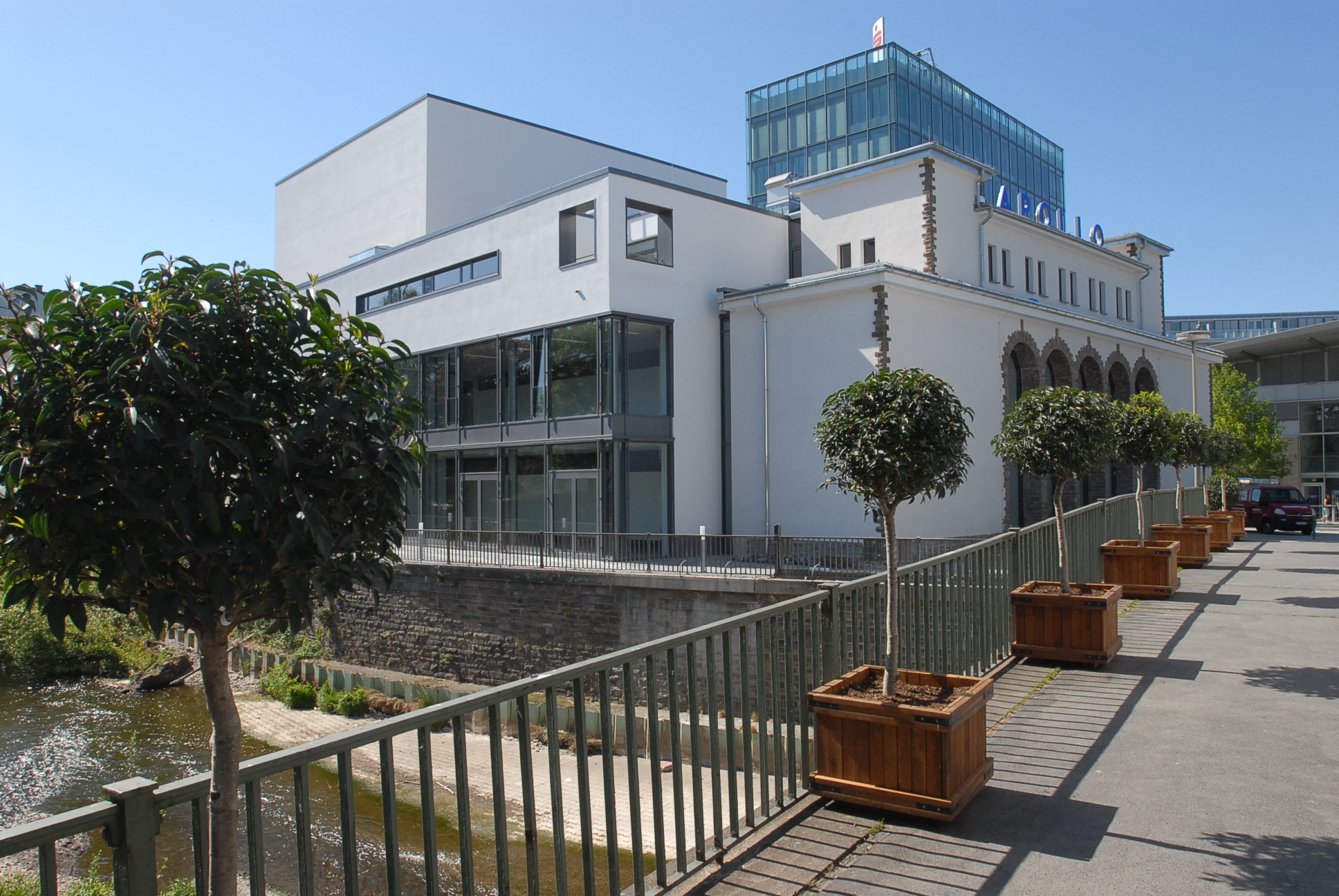
ジーゲン・アポロ劇場

### 演劇
かつてのアポロ映画センターを劇場に改築したアポロ劇場の開館により、2007年9月1日からジーゲン市は劇場を有している。
1992年から、演芸、キャバレー、音楽、演劇上演のためのメディア・文化館リュッツがある。この施設の2つのステージでは1シーズン約150のイベントが開催される。
大きなイベントはジーガーラントハレ（1800 m2、2300席）やビスマルクハレで開催される。この他に定期的にウンテレス・シュロスの中庭、屋外でコンサートや演劇が行われている。

### 博物館
1941年に市の中心部に造られた防空壕内に、1996年から南ヴェストファーレン・アクティーヴェス・ムゼウムが設けられた。これはこの地域の現代史の資料館であり、学習スペースである。ここは1938年11月10日に放火されるまでジーゲン・シナゴーグがあった場所である。ここは同時に、ジーゲン＝ヴィトゲンシュタイン地域における国家社会主義の犠牲者に対する追悼の場所でもある。ここには200 m2 のスペースに常設展示がなされている。その中心はこの地域のユダヤ系少数民族の歴史である。この地域の実例を手がかりに、他の被迫害者グループに対する犯罪行為をテーマにしている。その対象は、いわゆるツィゴイネル（ジプシー）、障害者、エホバの証人、外国人強制労働者、政治的に迫害されている人などである。展示スペースにはたとえば、ジーゲンの共産主義者でプロイセン国会のドイツ共産党議員であったヴァルター・クレーマーの生涯が紹介されている。彼に対しては2000年にイスラエル国家から最高の栄誉である名誉称号「諸国民の中の正義の人」が追贈された。特別なテーマに関する定期的な展示や多彩なテーマの公開イベントがこの博物館のテーマを広げている。南ヴェストファーレン・アクティーヴェス・ムゼウムは民間の協会が運営している。

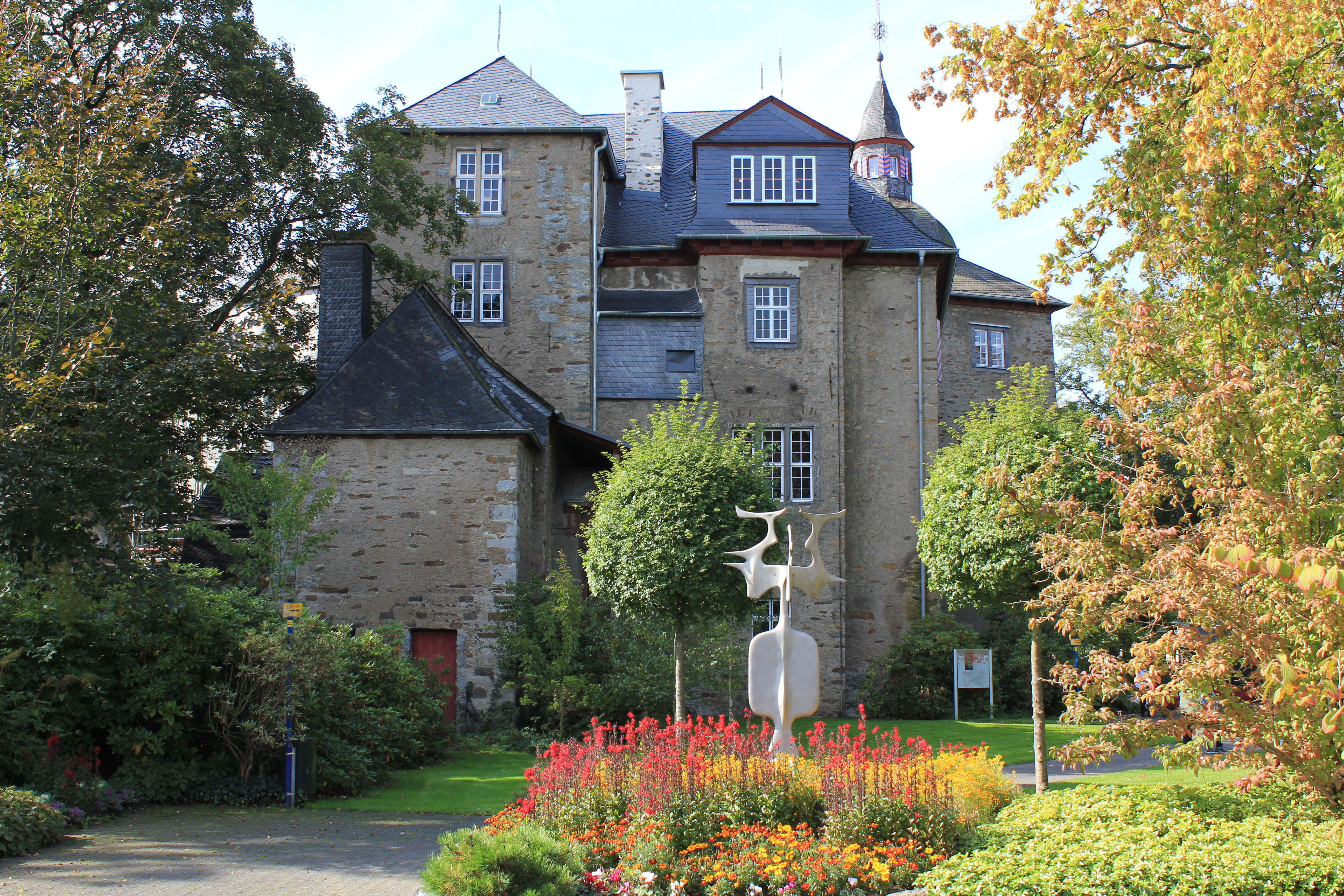
ジーガーラント芸術・文化史美術/博物館が入居しているオベーレス・シュロス

ジーガーラント芸術・文化史美術/博物館は、1902年に創設されたジーゲン実科ギムナジウムの学校博物館を起源とし、1905年からはオーベレス・シュロスに入居している。この美術/博物館のコレクションには画家ピーテル・パウル・ルーベンスの絵画や版画、ナッサウ＝オラニエ侯家の肖像画コレクション、先史時代から現代までのジーガーラントの歴史に関する展示、この地方の鉱業・経済史、人工的に造られた見学坑道を含む鉄鉱石採掘、19世紀のジーガーラントの生活文化、鉱物コレクションが含まれている。この美術/博物館の分館「アウスシュテルングスフォールム」がハウス・オラニエンシュトラーセにある。ジーガーラント美術/博物館の運営者はジーゲン市である。

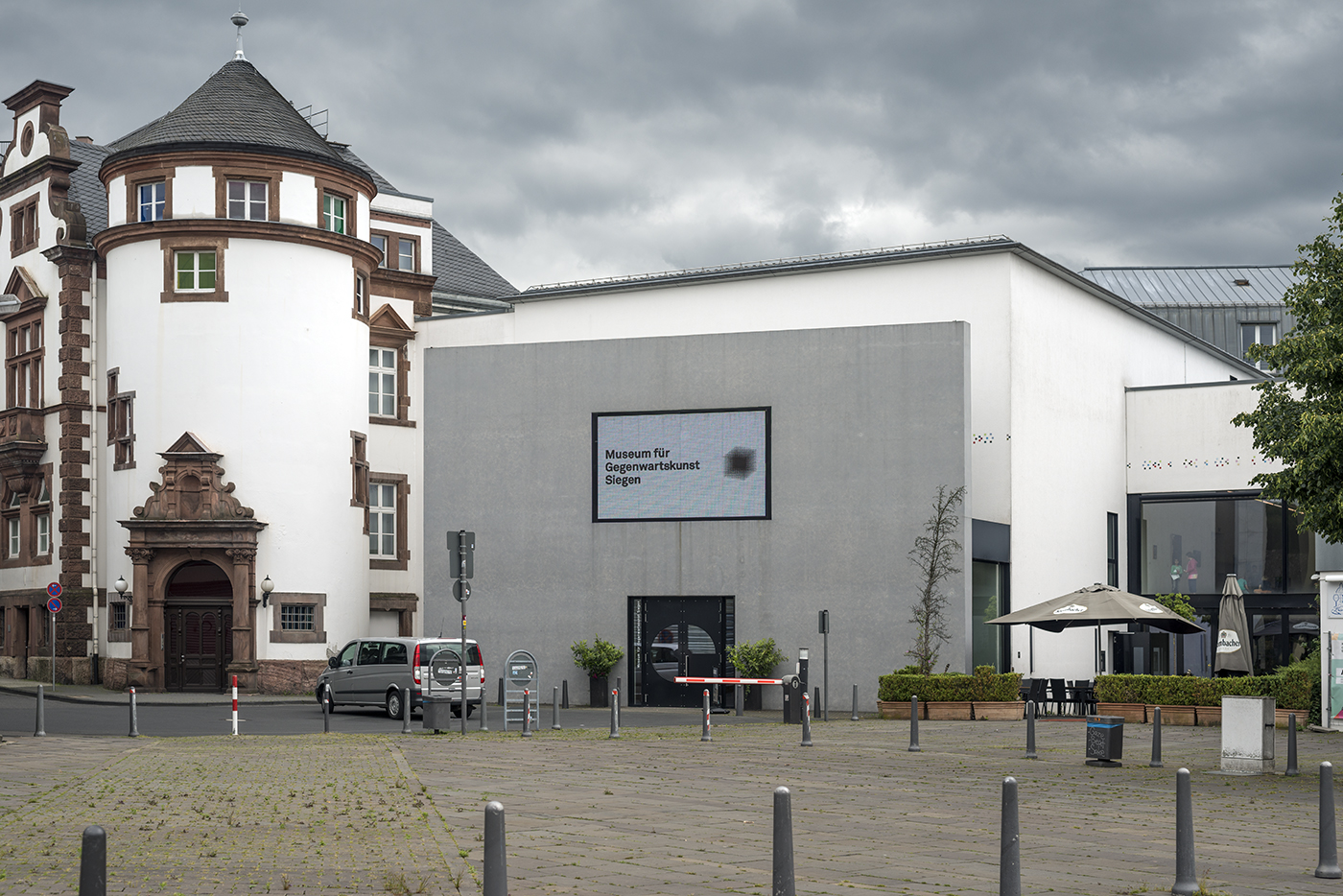
ジーゲン現代美術館

現代美術館は、絵画、写真、ビデオ、インスタレーションといった現代芸術にフォーカスした美術館である。プログラムの主要部分は、芸術家ベルント・ベッヒャーとヒラ・ベッヒャーの作品である。これはこの美術館の地域的側面を代表している。常設展示では、ラムブルレヒト＝シャーデベルク・コレクションの他に、ジーゲン市から国際的クラスの芸術家に与えられるルーベンス絵画賞受賞者の作品を展示している。
ガイスヴァルト市区には、ハロルト・クレーマーが運営するビートルズ博物館がある。広さわずか 27 m2 のこの博物館は、一般公開されている最も小さなビートルズに関する博物館として、2000年からギネスブックに掲載されている。コレクションは、17,000点以上の音源、記念品、映画ポスター、サインなどである。
アイザーフェルト市区には鉱業博物館ラインホルト・フォルスター排水坑がある。ここには1805年に造られたライン・フォルスター排水坑がある。約 470 m が人が通れるようになっており、自由に見学できる。

### 映画
ジーゲンにはシネスター＝ムルチプレクス＝キーノがある。このシネマコンプレックスは、ライヒヴァルト・エッケにある。以前はジーゲンに多くの映画館があった。中でも特筆すべきは、1935年11月8日に開館したアポロ＝キーノ（ここには現在アポロ劇場がある）と1913年1月31日開館のセントラル劇場である。最寄りのプログラム映画館は約 20 km 離れたダールブルーフにあるヴィクトリア＝キーノである。

### 音楽
ジーゲンには以下のオーケストラや合唱団をはじめ多くの音楽グループがある。
- カントライ・ジーゲン
- ジーゲン・バッハ合唱団
- ジーゲン南青少年合唱団
- ジーガーラント歌唱サークル
- ジーゲン・ブラスオーケストラ
- ニーダーシェルデン・ジーゲナーレンダー・ベルククナッペンカペレ
- オリジナル・ジーゲナー・シュタットムジカンテン
- コレギウム・ムジクム・ジーゲン
- ブラスアンサンブル・プロ・ムジカ・サクラ
- VEB合唱団ジーゲン
- アンサンブル・カンテムス・ジーゲン e.V.
- ユニ・ビッグ・バンド・ジーゲン
- ジーゲン・サロンオーケストラ
- ジーゲン・サロンゾリステン
- 大学オーケストラ
- ジーゲン・ガムランオーケストラ

### 建造物

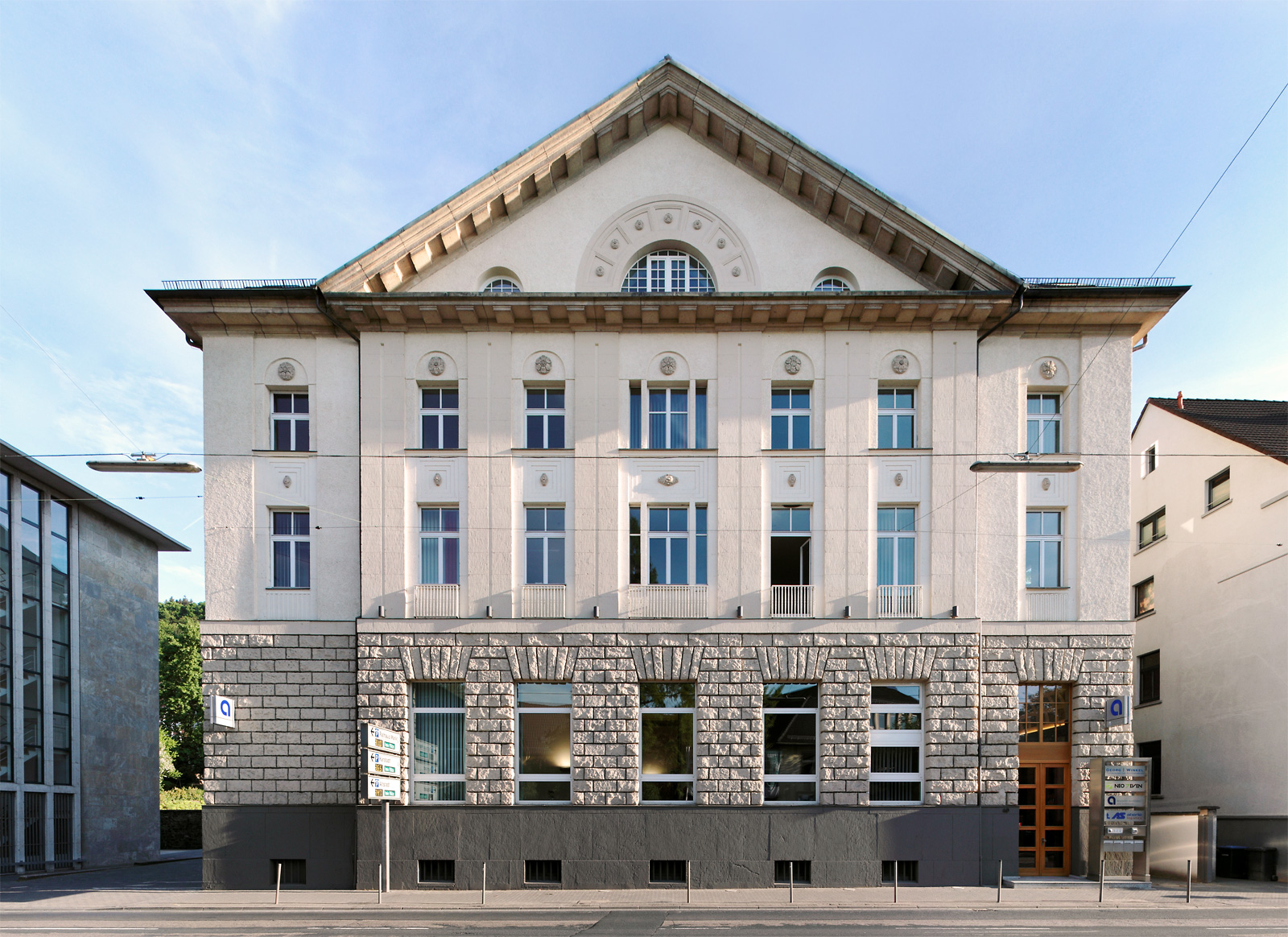
ジーゲン帝国銀行

第二次世界大戦中、1944年12月16日の大空襲で街の約 80 % が破壊されたにもかかわらず、ジーゲンには歴史的建造物がいくつか保存されている。たとえば、市の2つの城館（オーベレス・シュロスとウンテレス・シュロス）、歴史的に重要な多くの教会堂、1909年建造の帝国銀行の建物などである。

#### オーベレス・シュロス
ジークベルクにあるオーベレス・シュロス（直訳すると「上の城館」）の山城は、1259年に初めて文献に記録されており、中世にはナッサウ家累代の城であった。1905年からここにはジーガーラント博物館が入居している。

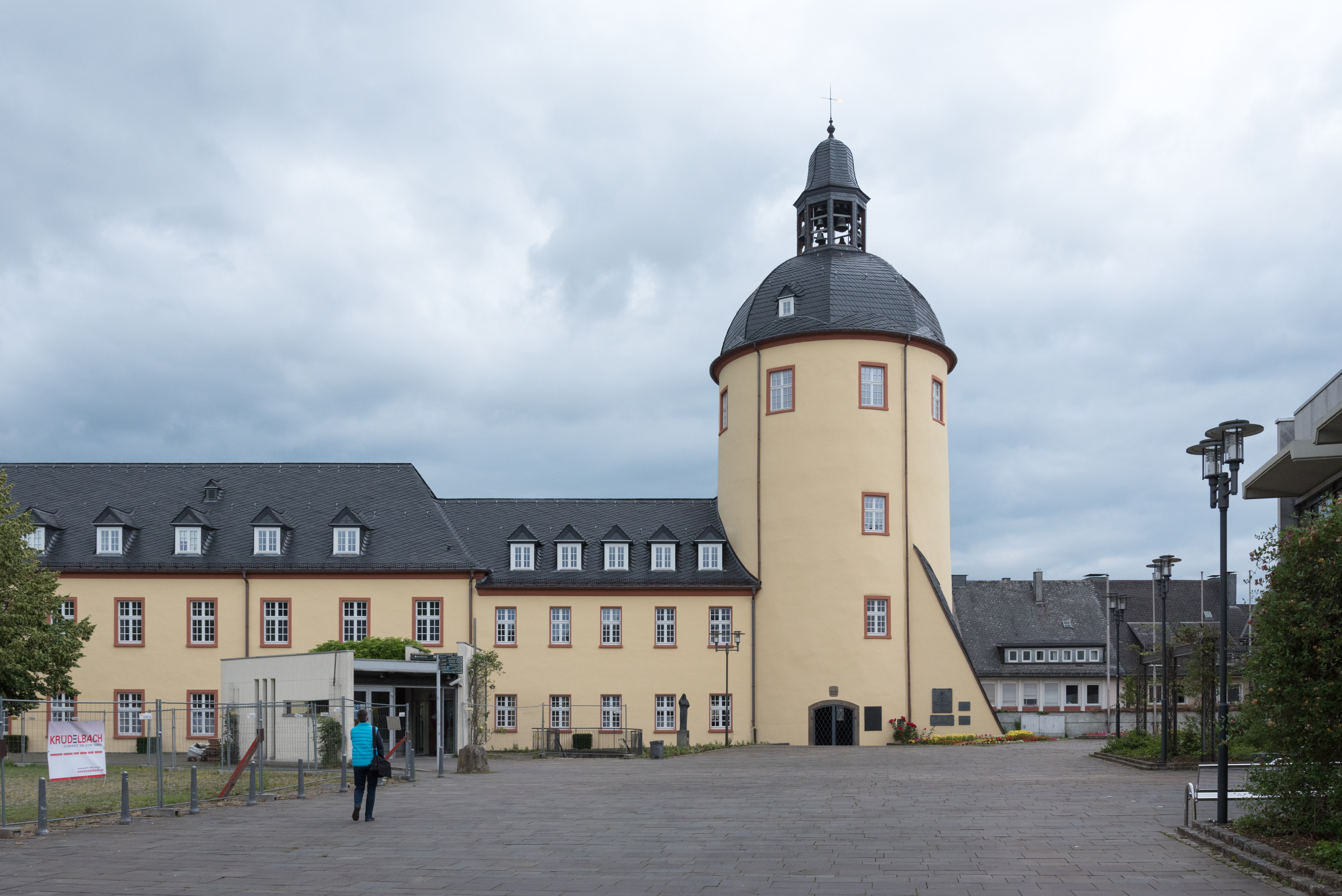
ウンテレス・シュロス

#### ウンテレス・シュロス
ウンテレス・シュロス（直訳すると「下の城館」）は、17世紀末に1辺が開いた長方形型の現在の姿となり、ナッサウ=ジーゲン家の福音主義家系が宮廷として利用していた。この城館には、グロッケンシュピールを持つディッケ塔（直訳すると「デブの塔」）が付属している。1959年にジーゲン市は城館の中庭に戦争と圧政による犠牲者の追悼碑を建立した。城内にはナッサウ侯家福音主義家系の廟所もある。
ウンテレス・シュロスは州の行政機関として利用されていた。城内にはノルトライン＝ヴェストファーレン州建造物・不動産局、アルンスベルク行政管区のジーゲン分所、労働基準監督署（2012年まで）、ジーゲン労働裁判所（2014年まで）、それに1936年から2011年1月17日まではアッテンドルン刑務所ジーゲン分所が入居していた。2012年から2013年までジーゲン大学の研究機関が一時的に利用した後、2014年からジーゲン大学による改修工事が行われた。ウンテレス・シュロスの城館広場では定期的に文化的野外イベントが開催されている。2006年サッカーワールドカップでは、大スクリーンによる試合中継が行われ、延べ1万人の観客が訪れた。

#### クレンヒェンセンター
2007年2月3日に「クレンヒェンセンター」と呼ばれる文化センターが開館した。この施設は、ジーゲンのオーバーシュタットのマルクト広場に面したかつてのショッピングセンター「ティーツ」に設けられた。ここにはジーゲン市民大学、市立文書館、市立図書館、ブッシュ兄弟記念スペース、およびイベントスペースがある。

#### 教会堂

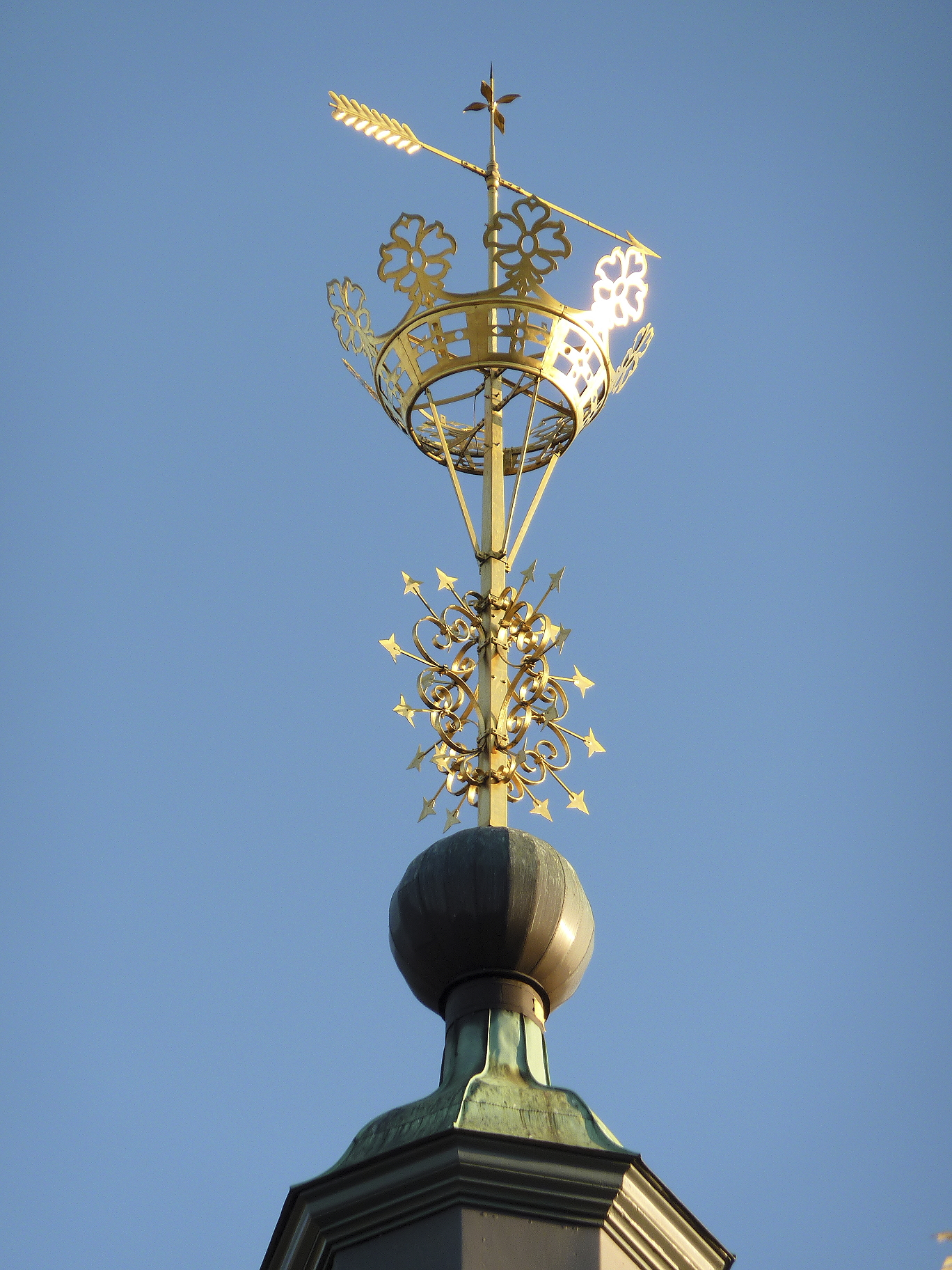
ニコライ教会の金の冠装飾

ジーゲン内市街では2つの教会が際だっている。ウンテレス・シュロス前の11世紀に建造されたマルティーニ教会と、マルクト広場にある六角形の平面を持つニコライ教会である。後者はアルプスの北側で唯一のロマネスク様式の六角堂である。街の景観を決定づけているこの教会の塔が屋根の上に戴いている金の冠装飾 (ドイツ語: Krönchen) はこの街の象徴となっている。このためジーゲンは「クレンヒェンシュタット」（直訳すると「冠都市」）と呼ばれてもいる。1903年から1905年に教会建築家ルートヴィヒ・ホフマンによって改築された。
イエズス会によって1702年から1729年に建設されたカトリックのマリエン教会も歴史的な教会建築である。
1950年代から1960年代の、いわゆる「ブルータリズム」の教会建築の例がダウテンバッハ住宅地のジーゲナー・ギールスベルクにあるクリストゥス教会である。この教会は2007年10月に落成40周年を祝った。この教会は五角形の平面を有しており、この建築様式に特徴的な表面装飾のないコンクリート造りの建物である。塔は閉鎖された建物ではなく、鋭角をなす2つの高い柱である。こうした建築様式であることから、住民たちに「ゼーレンの発射台」というあだ名をつけられた。
オーバーシュタット周辺には、この他に5つの教会がある。ウンターシュタットには、ライムバッハタールの下流端、ジーガーラントハレの近くに聖ペーター・ウント・パウル教会がある。さらに各市区に様々な宗派の教会がある。

#### ガスタンク
内市街の南西部、ツィーゲンベルクの麓に保護文化財に指定されている球形のガスタンクがある。これは、現存する最も古い球形ガスタンクの1つである。もう一つの特徴がリベット打ちされた覆建屋である。この建設様式のガスタンクは、世界的に見てもこの他に4つしか知られていない（シュヴェールテ、オッフェンブルク、レルラハ、ビーレフェルト）。このタンクは都市アウトバーン「ヒュッテンタール街道」やツィーゲンベルク住宅地の改造のために数メートル移動させられた。また、タンク容器の上に正確な縮尺で惑星模型を配すことで太陽を象徴している。
- ジーゲン・マリエン教会
- クリストゥス教会
- 聖ペーター・ウント・パウル教会
- フリードリヒ＝フリーゼン通りの球形ガスタンク

### 墓地
ジーゲン市内には36か所の公共墓地がある。10か所はすでに閉鎖されており、埋葬者の関係者だけが立ち入ることができる。ジーゲンの墓地をすべて合わせると、広さは 73万 m2、約65,000基の墓がある。地区の墓地は斜面にあり、公園の性格を有しており、野生動物が残る場所になっている。1857年に設立されたリンデンベルク墓地はジーゲン最大の墓地である。すぐ隣に火葬場がある。2番目に古い墓地がヘルメルスバッハ墓地である。ここには、ハールター墓地とともに戦没者が埋葬されている。ガイスヴァイダー墓地の端に第一次世界大戦および第二次世界大戦の犠牲者を追悼する場所がある。

### スポーツ
ジーゲン市スポーツ協会は、160のスポーツクラブ、合わせて約37,000人の会員を擁している。全国的に有名なのは、ライムバッハシュターディオンのシュポルトフロインデ・ジーゲンの男子サッカーチームで、2005年にレギオナルリーガ・ジュートからブンデスリーガ2部に昇格したが、翌年に降格し、2017年現在はレギオナルリーガ・ヴェストでプレイしている。TSV ジーゲンの女子サッカーチームは、6度ドイツチャンピオンになるなど1990年代に大きな成功を収めた。この街のもう一つのサッカークラブが、特に1970年代に全国的に活躍した VfL クラフェルト＝ガイスヴァイトである。この街最大のスポーツクラブが1879年設立の TV ヤーン・ジーゲンである。このクラブは、13部門を有しており、現代のスポーツクラブの全種目を備えている。1913年に設立された水泳クラブ・ネプチューン・ジーガーラントからは、オリンピック選手やドイツチャンピオンが輩出されている。TG フリーゼン・クラフェルト＝ガイスヴァイトも、特にプレルボールやレーンラートといった種目で連邦レベルの成功を収めている。陸上競技の分野では、LAG ジーゲンが重要で、オリンピック選手を輩出している。RTG ヴァイデナウはドイツで最も成功したリングテニス・クラブであり、特にジュニアチームの選手権大会では11回優勝しており、ブンデスリーガに参加している。ジーゲンのビリヤードクラブ BC ジークタール 89 は、プールビリヤード＝ブンデスリーガ1部に所属している。このクラブには、ドイツチャンピオンに何度もなったイーナ・カプランとイェルン・カプランが所属している。

### 年中行事
- 春: ジーガーラント博覧会 (SILA) 2年ごと
- 3月から11月: ノミの市。毎月第1土曜日、ジーゲン＝ガイスヴァイト（1970年から）
- 6月から8月: 「ミットヴォーフス・イン」。毎週水曜日に様々なバンドがウンテレス・シュロスの広場で演奏を行う
- 6月: 「ヨハニマルクト」。約400年前から続く教会祭
- 6月/7月: ジーゲンのサマーフェスティバル。シャウシュピール、キャバレー、演劇、音楽、映画、1000灯の夜
- 7月: 「ジークタール・プール」。都市アウトバーン「ヒュッテンタール街道」を自動車の進入を禁止し、自転車、インラインスケート、歩行者に開放する歩行者天国の日曜日
- 7月: 「ルーベンス祭」。奇数の年に開催される
- 8月: ジーゲンの野外映画上映。ウンテレス・シュロス広場
- 8月: 「クリストファー・ストリート・デイ」2000年から
- 夏: 「ジーゲンレンダー・フィルメンラウフ」8,000人以上が参加するノルトライン＝ヴェストファーレン州最大級の企業・団体参加型マラソン大会
- 夏: コルンマルクトの街路祭
- 10月: ガイスヴァルト住民祭。10月第2日曜日
- 11月: ガイスヴァイトのアドヴェントマルクト。1985年頃から
- 12月: クリスマスマーケット。1980年頃から

### ジーゲンの伝説
「ディルダップ」は、ジーガーラントの古い伝説上の生き物である。主にジーガーラントのハウベルク（林業に利用されている山）に住んでいる。1980年代初めに、作家で風刺漫画家のマティアス・クリンゲによってこの怪物に関するカレンダーが創られた。このカレンダーはジーガーラント方言で書かれている。これには「ディルダップ」という言葉についての解釈が述べられている。ジーガーラントの村では、隣接するヘッセンのディレンブルク住民に対してもこの言葉が使われており、不器用だが愛すべき男の意味もある。1960年代から80年代には、ジーガーラントで盛んだった鉄鋼業に多くのディレンブルク住民が就職していた。

### ジーゲン市のルーベンス賞
1955年に創設されたジーゲン市のルーベンス賞は5年ごとに、ヨーロッパの芸術において画期的な芸術家としてのライフワークを示した画家またはグラフィック・アーティストに授与される。この賞は、それが実現するはるか以前にヨーロッパ統一の考えを表明した画家で外交官のピーテル・パウル・ルーベンスにちなんで名付けられた。ジーゲン生まれのピーテル・パウル・ルーゲンスはケルンとアントワープで育ち、イタリアで芸術を学び、フランスで評価され、スペインとイギリスに外交官として赴任した。彼はヨーロッパ・バロック絵画の大家であり、ヨーロッパ芸術の規範を創り上げた。賞は1957/58年から授与されている。
これまでの受賞者:
- 1957年: ハンス・アルトゥング（ドイツ語版、英語版）
- 1962年: ジョルジョ・モランディ
- 1967年: フランシス・ベーコン
- 1972年: アントニ・タピエス
- 1977年: フリッツ・ヴィンター
- 1982年: エミール・シューマッハー（ドイツ語版、英語版）
- 1987年: サイ・トゥオンブリー
- 1992年: ルプレヒト・ガイガー（ドイツ語版、英語版）
- 1997年: ルシアン・フロイド
- 2002年: マリア・ラスニック
- 2007年: ジグマー・ポルケ
- 2012年: ブリジェット・ライリー（英語版）
- 2016年: ニエーレ・トローニ（ドイツ語版、英語版）[69]

## 経済と社会資本
上級中心都市ジーゲンは、南ヴェストファーレンのサービス業と行政の中心地である。加工業分野では、金属加工業が高い比率を占める。2017年4月の失業率は 5.9 % であった。

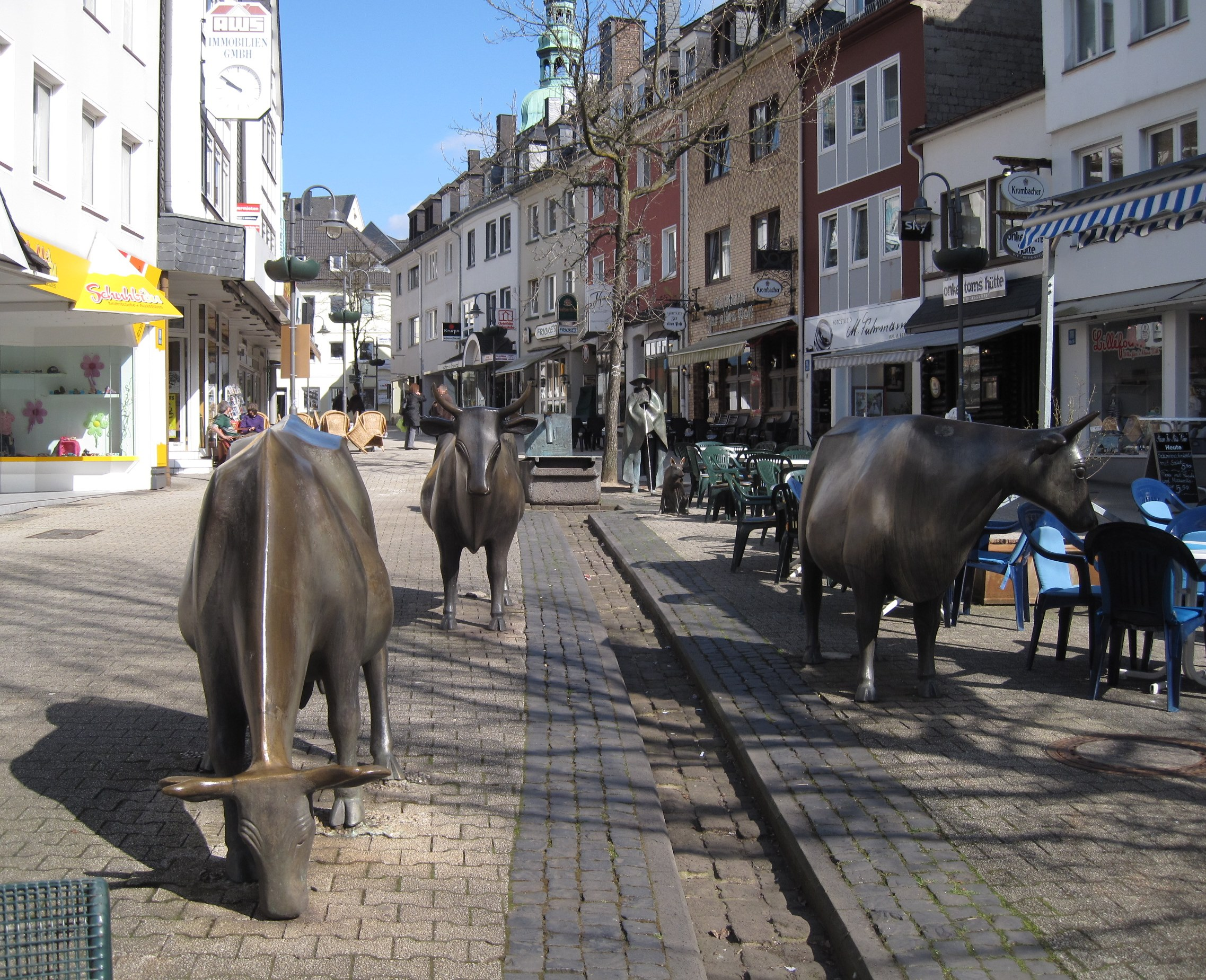
ジーゲンのアルテ・ポスト通り

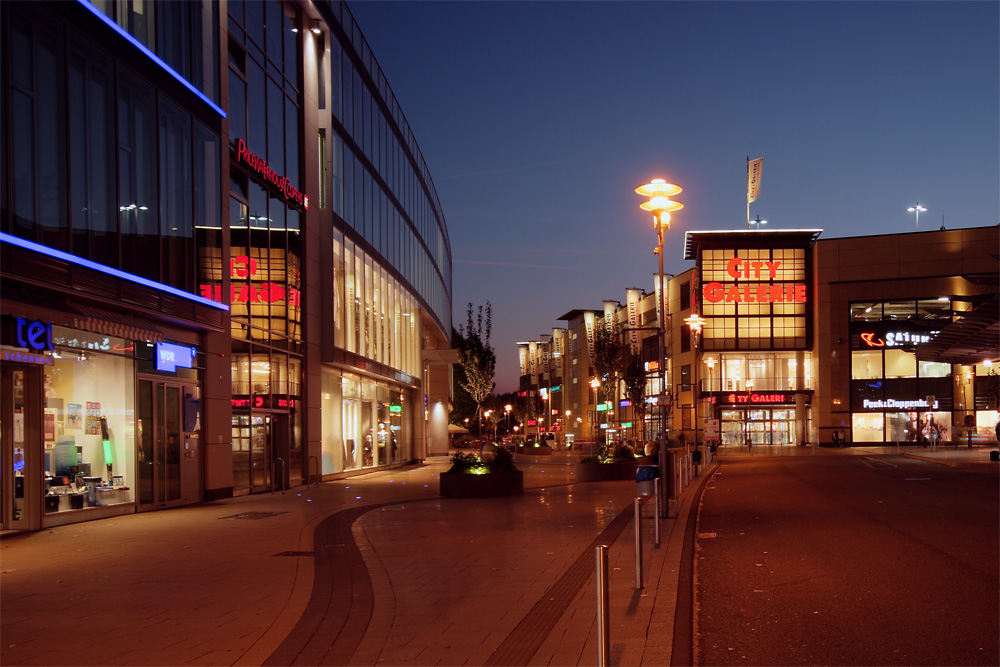
大型ショッピングセンター「ジーク・カレー」（左）とシティー・ギャラリー（右）

市の中心部は2つの地区からなる。旧連邦道 B54号線（ジークユーバークラーグング）と中央駅との間のジークタールに位置するウンターシュタット（下の街）とジークベルクに位置するオーバーシュタット（上の街）である。両地区にはジーゲンの小売店が集中している。オーバーシュタットは約1000年間にわたるこの街の歴史的中心であり、一部は歴史的建造物からなる。ケルナー門から始まり、主に飲食店が建ち並ぶアルテ・ポスト通りやマルクト広場を経由してマールブルガー通りを上ってマールブルガー門までが、大部分がドイツで最も急勾配の歩行者専用地区となっているオーバーシュタットを貫く通りである。しかしケルナー通りが歩行者専用道路となったのは、1970年11月16日からであった。バーンホーフ通りも1972年に歩行者専用区域に組み込まれた。この通りは中心に位置するショッピング街で伝統的なスタイルの様々な小売店が並び、鉄道やバスターミナルに通じている。ここにはショッピングセンター「シティー＝ギャラリー」や「ジーク＝カレー」がある。このショッピング街は1960年代からウンターシュタットの機能はジーク＝ユーバークラーグングによって補完されていた。これは数百メートルにわたってジーク川の上に張り出した構造物で、大型駐車場、パーキングビル、オフィスが入居していた。1960年代末にコンクリートで固められたジーク川の河床の上に建設された「ジークプラッテ」と呼ばれる駐車場の解体は、2000年代になって市の政治および公共からの支持を得て、市議会はジーク川の堤を自然堤防の状態に戻すことを決定した。「南ヴェストファーレン地域2013」では、ジーゲンのウンターシュタットとオーバーシュタットの移行部にあたるジーク川周辺とケルナー門地域を改造し、都市景観を都市計画上魅力的なものにするとしている。ジークプラッテの解体により、再び解放されたジーク川は、街の名の由来となった川にふさわしく、都市の中心の体験ゾーンに再生される。このためにアルンスベルク行政官区当局は2011年9月初めにEU水政策枠組み指令に基づいて294万ユーロ、ジーゲン自身が232,700ユーロをこのプロジェクト実現のために分担した。
都市景観の刷新や広範囲に波及する都市生活の質に資する都市利用の発展に関する根本的な変化は、1988年のオーバーシュタットの大型小売店閉鎖と、ウンターシュタットの2つの大規模ショッピングセンター「シティー＝ギャラリー」（1988）および「ジーク＝カレー」（2006）の建設につながった。中核市区の辺縁部における「新都心」の形成は期待通りに旧中心部から機能を引き継いだ。しかし、これがそこに古くからあった多くの店舗やカフェの閉店や週の市の空疎化を結果としてもたらす影響については大幅に過小評価をしていた。不動産の空き率は、特に周辺サービスや消費財供給業者の出店でやや改善されたものの、質の低下は全体的に残ったままである。
都市の歴史においては珍しく、消費に影響を及ぼすような大規模な地形の改造が住民へのアンケート調査なしに行われた。数十年に及ぶ定期的な調査が行われ、その結果は現在の都市の姿と相容れないものであった。しかし、都市改造のプロセスは完了していたため、開発に反対するオーバーシュタット住民や小売店の試みはすべて失敗した。
オーバーシュタットの商業地域としての重要性低下に対する反応として、2002年にジーゲン都市マーケティング社 (GSS) と オーバーシュタット不動産・土地団体 e.V. (ISG) が設立された。

### 交通

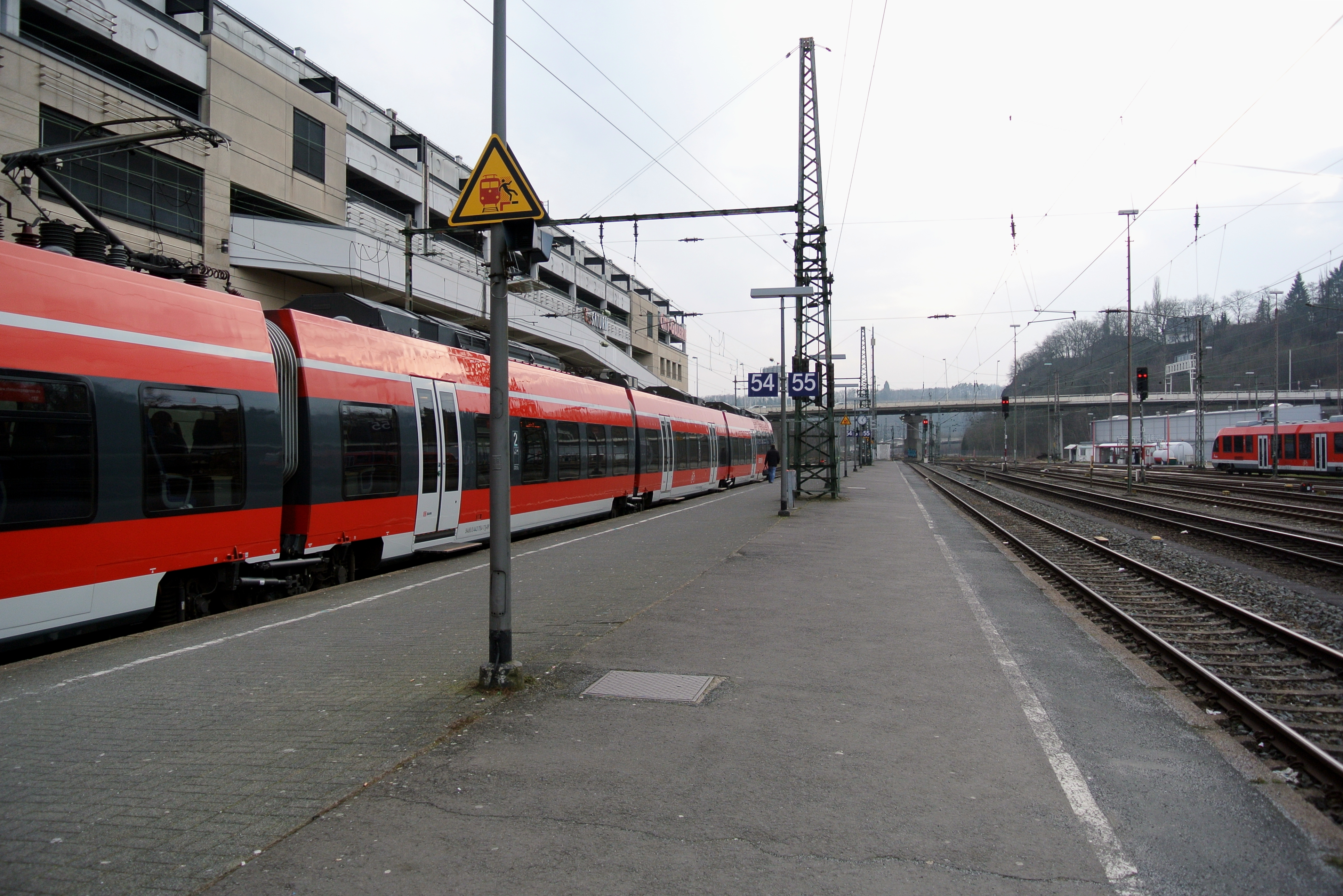
ジーゲン駅のライン＝ジーク＝エクスプレス

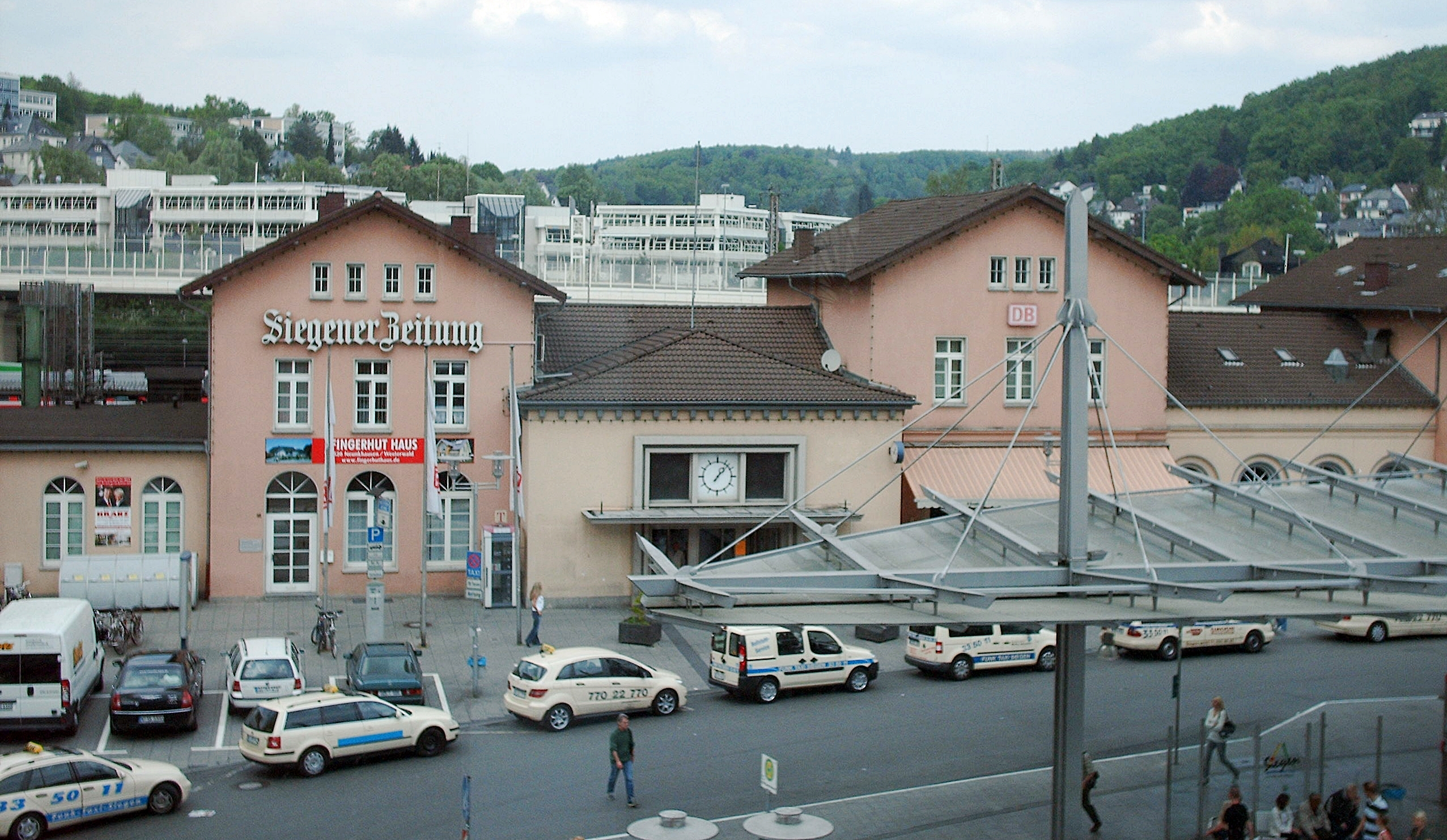
ジーゲン駅

#### 鉄道
ジーゲン市には以下の鉄道路線が通っている。
- 複線電化のルール＝ジーク線
  - ルール＝ジーク＝エクスプレス (RE 16)
  - ルール＝ジーク＝バーン (RB 91)
  - ロタール鉄道（クロイツタールまで、RB 93）
- 複線電化のディル線
  - マイン＝ジーク＝エクスプレス (RE 99)
  - ジーク＝ディル＝バーン (RB 95)
- 複線電化のジーク線
  - ライン＝ジーク＝エクスプレス (RE9)
  - ロタールバーン (RB93)
  - ヴェスターヴァルト＝ジーク＝バーン（アウ (ジーク) まで、RB 90）

これらを合わせて、ジーゲン市内には近郊旅客駅が5駅ある:
- ジーゲン駅
- ジーゲン＝ヴァイデナウ駅
- ジーゲン＝ガイスヴァイト駅
- アイザーフェルト (ジーク) 駅
- ニーダーシェルデン北駅

ディル線のジーゲン東駅は廃止された。
ジーゲンおよび南ヴェストファーレン地方には、鉄道交通の大幅な近代化に関する多くの計画が古くからあった。特にジーゲンおよび南ヴェストファーレン地方のSバーンについては精査がなされた。交通上の利便性にもかかわらず、様々なプロジェクトがコストを理由に却下された。
ドイツ鉄道は、2019年12月からジーゲンをインターシティー網に組み込むことを計画している。「インターシティー2」タイプの新型2階建て車輌で、ミュンスター / ドルトムント - ジーゲン - フランクフルト・アム・マインの高速路線を再運行しようというものである。2002年の夏までジーゲンにはインターレギオが発着していた。

#### バス
1895年3月18日にネトフェン乗合バス会社が、ガソリンを燃料に走行する乗合バスを使って、世界初の乗合バス路線をスタートされた。
ジーゲンのバス路線網は、8種類の異なる路線タイプに分類される:
| 路線種別             | 運行地域                                | 特記事項 |
| -------------------- | --------------------------------------- | --- |
| シティー路線         | 内市街                                  | ジーゲン内市街のみを運行                                                                                     |
| ローカル路線         | 近隣市区                                | – |
| レギオナル路線       | 近隣市町村                              | 少なくとも 2市町村間を結ぶ路線                                                                               |
| ユニエクスプレス路線 | 内市街                                  | 大学までの高速路線                                                                                           |
| 高速バス路線         | 近隣都市                                | 主要なバス停にのみ停車する                                                                                   |
| 小型バス             | 内市街/小集落                           | 需要の少ない地域を運行する                                                                                   |
| タクシーバス         | すべての市区                            | 需要の少ない時期に予約で運行する                                                                             |
| 夜行バス路線         | 隣接する都市                            | 金曜日から土曜日に駈けて、および土曜日から日曜日にかけての夜間に運行する                                     |
| マゴルヴェス路線     | ジーゲン – ライムバッハシュターディオン | シュポルトフロインデ・ジーゲンのホームゲームがある時に、ジーゲン中央バスターミナルからスタジアムまで運行する |

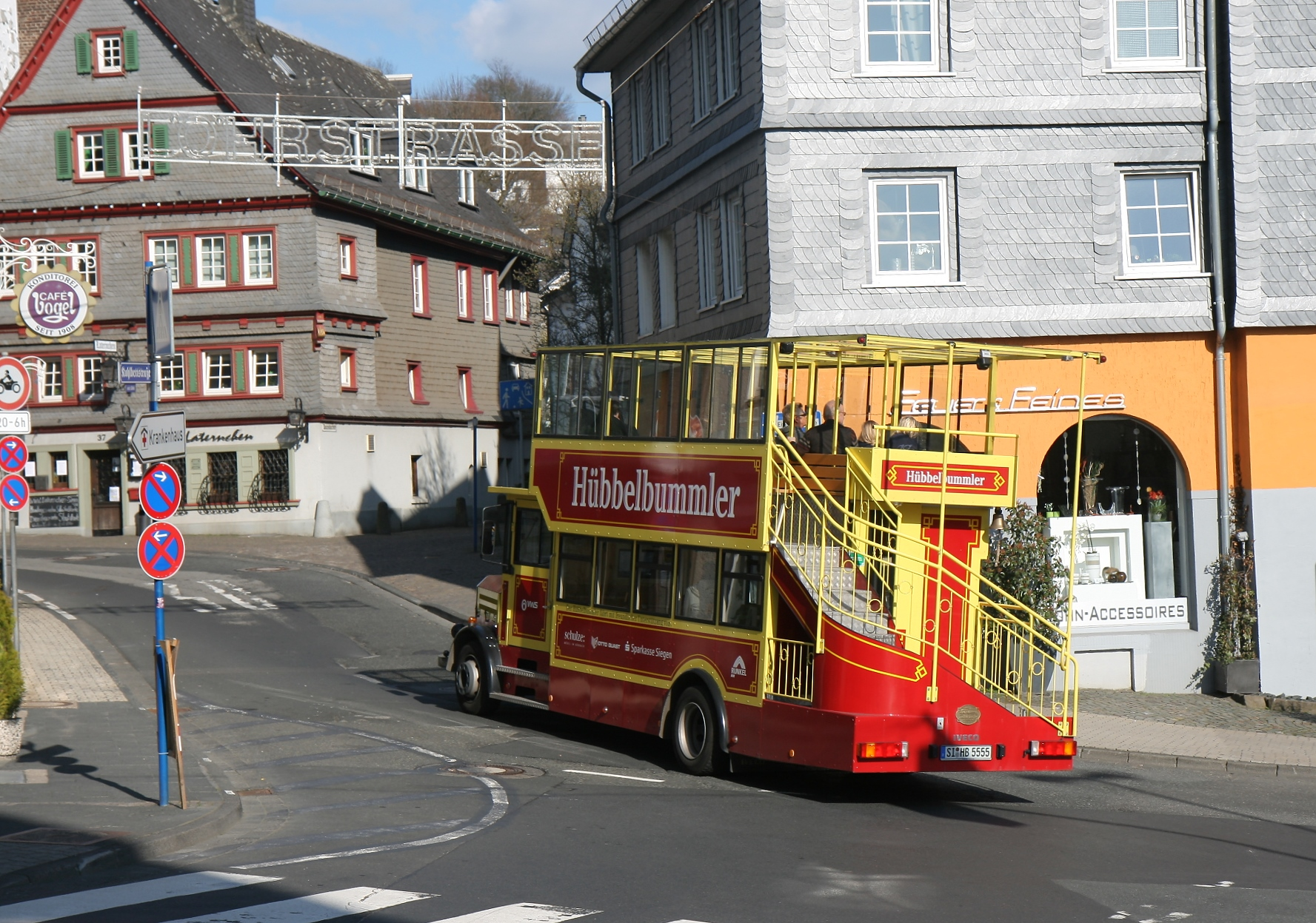
ヒュッベルベムラー・バス

2006年10月以降、定期的なシティーバスやローカルバス路線に加えて、バスターミナルとオーバーシュタットとの間で「ヒュッベルブムラー」と呼ばれる市バスが運行されている。このバス車輌は、ノスタルジックな形の黄色と赤の2階建てバスである。ヒュッベルブムラーの乗車券は途中下車を認めている。ヴェストファーレン南交通会社 (VGWS) の定期券はこの市バスには使えない。すべての公共旅客交通には VGWS運賃および NRW越境運賃が適用される。路線はジーゲンのヴェストファーレン南交通営業所とメシェデで設立されたヴェストファーレンバス GmbH（DBレギオNRWの傘下企業）が運営している。

#### 道路
ジーゲン市は以下の長距離道路で結ばれている
- アウトバーン
  - A45号線（E40/E41号線）ドルトムント - アシャッフェンブルク（ザウアーラント線）
  - A4号線（E40号線）アーヘン - ゲルリッツ
- 連邦道
  - B54号線（ドイツ語版、英語版）（ミュンスターラントのグローナウ（ドイツ語版、英語版）からヴィースバーデン）
  - B62号線（ドイツ語版、英語版）（アルテンキルヒェン近郊ロート（ドイツ語版、英語版）からツェラ＝メーリス（ドイツ語版、英語版））

都市の景観は、都市アウトバーンとして市内を貫く（大部分が高架となっている）ヒュッテンタール街道（HTS, B54/B62号線共用）に強く影響されている。
2001年から2006年まで、ヴェンデンインターチェンジとクロイツタールとの間でアウトバーン A4号線の新設工事が行われていた。ヒュッテンタール街道 (B54) は、クロイツタールのクロムバッハ市区の高台でこのA4号線に接続する。最後の工事区間が2006年12月1日に完成し、開通した。12 km の区間に8本の峡谷橋、10の立体交差がある。
内市街の外に多くのパーク・アンド・ライドシステムの駐車場があるほか、ジーゲン中核市区には個人用車輌のためのパーキングビルや、所々に一時的な駐車スペースが許可された指定道路がある。オーバーシュタットのパーキングビルは、レール通りの麓にあるレールトーアのパーキングビルや、ヒンター通り、カルシュタットショッピングハウスの利用者用地下駐車場がある。ウンターシュタットには、1974年2月14日にオープンしたヘーザー通りのパーキングビル、アポロ劇場に近いモーリー通りのパーキングビル、シティー＝ギャラリーの駐車スペースがある。

#### 自転車
ジーゲン市は、スウェーデン中部からイタリアのウンブリア州に至る欧州自転車道 E1号線沿いに位置している。この他にジーゲンはノルトライン＝ヴェストファーレン自転車交通ネットに加盟している。ところが市内の自転車道は例外的である。自転車は、時にはバスレーンを走行することが許されている。しかし市の交通計画は、まず自動車交通の奨励を行っている。その理由は、大部分が山がちで、急坂が多い地形のジーゲンでは、自転車はさほど重要な役割を担っていない。自転車に乗る人はこの街では少数派である。

#### 航空
郡南部のブールバッハ町内にジーガーラント空港がある。

### 地元メディア

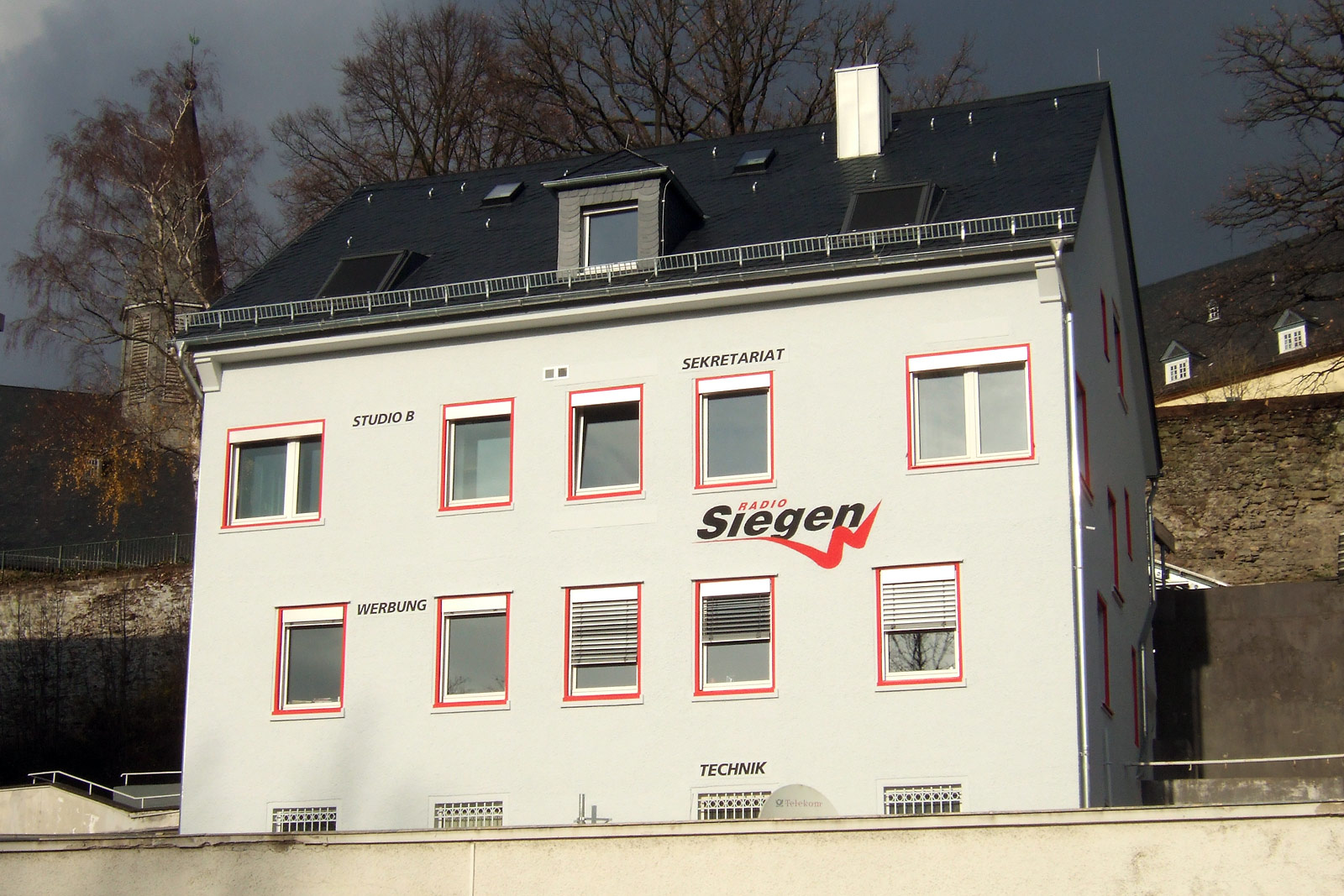
ラジオ・ジーゲン

3紙の日刊紙、WDRラジオ、ローカルラジオ・ジーゲンによって、ジーゲンは比較的多彩なメディア状況にある。西部ドイツ放送 (WDR) は、南ヴェストファーレン地方のお知らせやニュースを、ラジオ、テレビ、文字放送、インターネットで発信するスタジオを運営している。平日にWDRの第3テレビで放送されている「ロカールツァイト・ジュートヴェストファーレン」（「南ヴェストファーレンのローカルの時間」）がここで制作されている。WDRはこの他に、DAB+、UKW、DVB-T（かつては中波も）のためのギールスベルクにあるジーゲン＝ギールスベルク送信所も運営している。
ジーゲンでは、日刊紙として、それぞれ地方版または地域版を有するジーゲナー・ツァイトゥング、ヴェストフェリシャー・ルントシャウ、ヴェストファーレンポストが刊行されている。2000年までジーゲナー・ツァイトゥングはドイツでは数少ない夕刊を刊行していた。この新聞はジーゲン＝ヴィトゲンシュタイン郡で最も発行部数の多い新聞である。印刷所と中央編集部がジーゲンにある。地域外でも刊行されているヴェストフェリシャー・ルントシャウとヴェストファーレンポストは、ドルトムントやハーゲンに中央編集部がある。両紙はエッセンの WAZメディアグループに属している。
1990年6月からジーゲン＝ヴィトゲンシュタイン郡では、ラジオ NRW の番組が提携先のラジオ・ジーゲンから放送されている。このラジオ・ジーゲンは、ノルトライン＝ヴェストファーレン州に 45 あるローカルラジオ局の1つである。

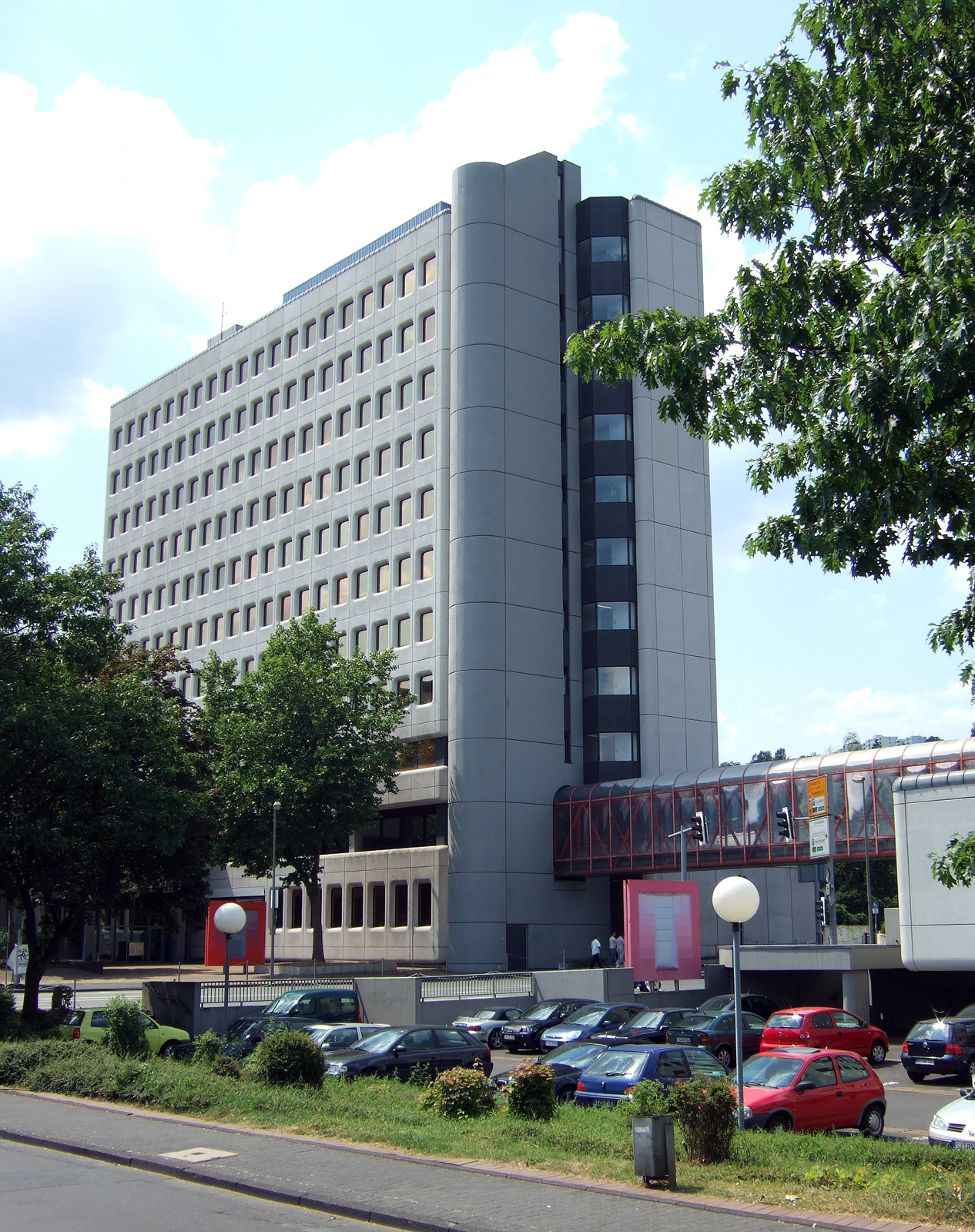
地方裁判所と区裁判所が入居している司法ハウス

### 公共機関
ジーゲンは、ジーゲン＝ヴィトゲンシュタイン郡の郡行政の中心地であり、ジーゲン＝ヴィトゲンシュタイン郡およびオルペ郡を管轄する商工会の中心地でもある。郡の兵員補充局が廃止されるまで、ジーゲンはその本部所在地であった。
ジーゲン地方裁判所、ジーゲン区裁判所、ジーゲン労働裁判所があることで、ジーゲンはこの地方の重要な司法都市となっている。

### 教育

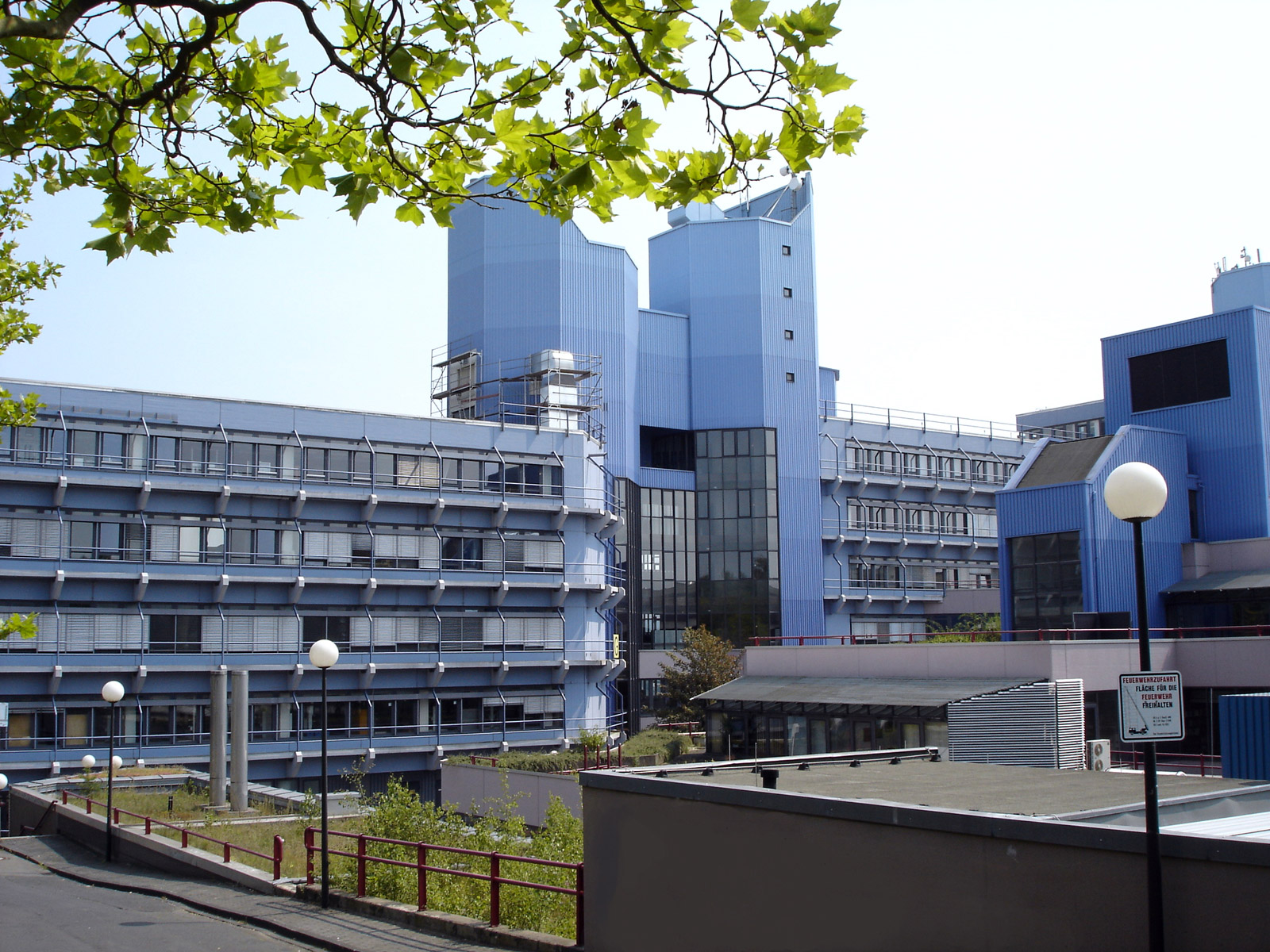
ジーゲン大学アドルフ＝ライヒヴァイン通りキャンパス

1594年から1599年/1600年までと1606年から1609年までの2回、ナッサウの大学「ヨハネア」はヘルボルンからジーゲンに移転し、ウンテレス・シュロス周辺の建物に入居した。ジーゲン最古の学校はギムナジウム・アム・レールトーアで、1536年ラテン語学校兼教員学校としてエラスムス・ザルセリウスによって創設された。オラニエン通りのユンゲン＝ギムナジウムはこの学校が発展したものである。本市最大の一般教育学校は、生徒数1000人を超えるベルタ＝フォン＝ズットナー総合学校である。また、ジーゲンは1972年8月1日にジーゲン総合単科大学として設立されたジーゲン大学の所在地である。この他に FOM - 経済学・経営学大学の学習センター、管理学・経済学アカデミーがある。さらにこの街には様々な一般教育の学校、職業学校（職業補習高等専門学校）ジーガーラント補習高等専門学校、一般大学・専門大学資格を修得するための継続教育補習高等学校がある。
ジーゲンには数多くの一般教育学校がある: 
- ギムナジウム 5校

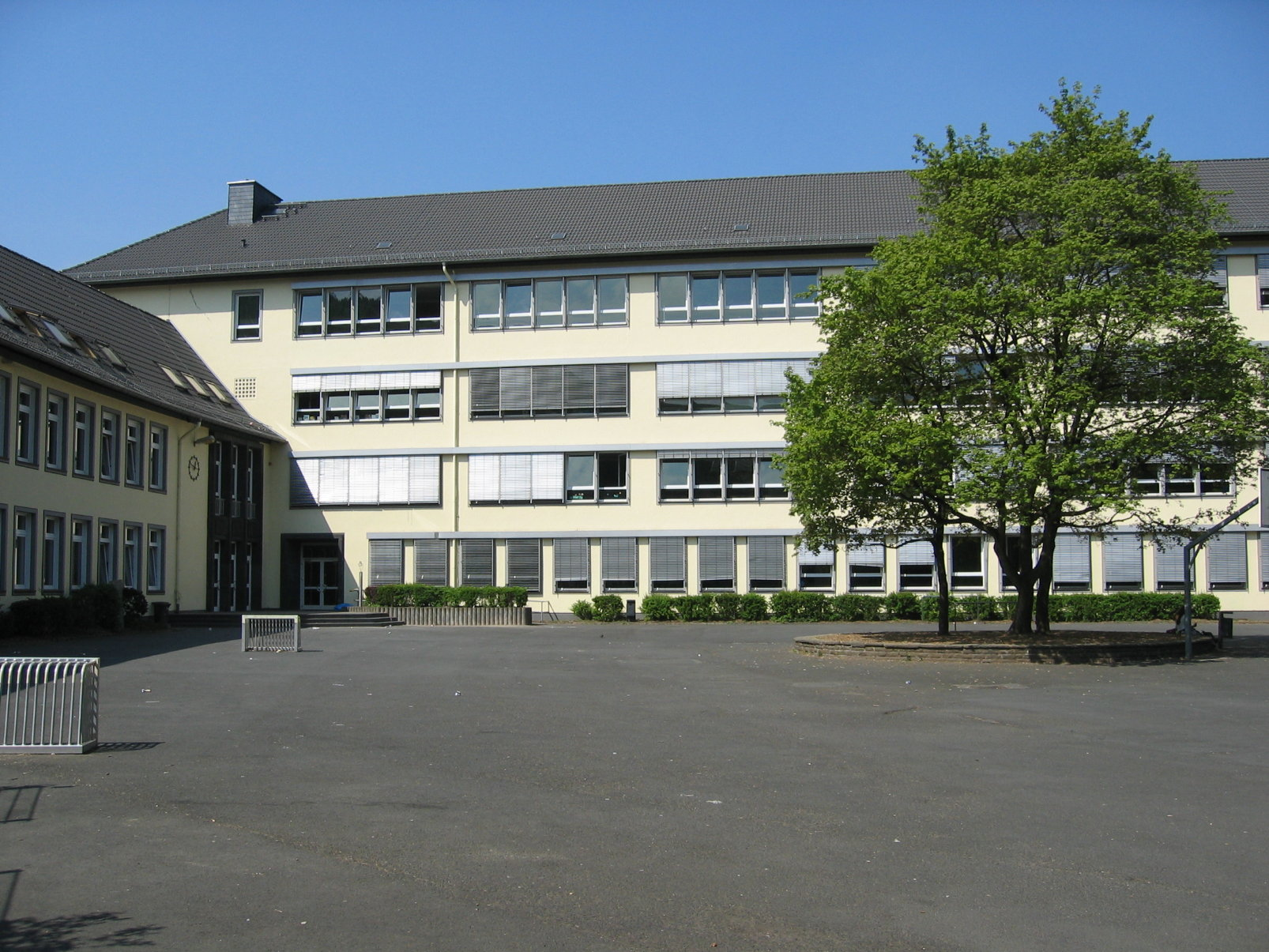
ギムナジウム・アム・レールトーア

  - フュルスト＝ヨハン＝モーリッツ＝ギムナジウム
  - ギムナジウム・アム・レールトーア
  - モルゲンレーテ・ギムナジウム
  - ペーター＝パウル＝ルーベンス＝ギムナジウム
  - 福音主義ギムナジウム
- 実科学校 4校
  - アム・ホイスリング実科学校
  - モルゲンレーテ実科学校
  - アム・オーベレン・シュロス実科学校
  - アム・シースベルク実科学校
- 本課程学校 3校
  - アーヒェンバッヒャー・シューレ
  - ゲシュヴィスター＝ショル＝シューレ
  - ハールター＝ベルク＝シューレ
- 基礎課程学校 21校
- ギムナジウム上級学年を含む総合学校 2校
  - ベルタ＝フォン＝ズットナー総合学校ジーゲン
  - アイザーフェルト総合学校
- 私立ヴァルドルフ学校（ルドルフ＝シュタイナー＝シューレ）
- 養護学校 4校
  - ペスタロツィシューレ（学習障害）
  - ハンス＝ラインハルト＝シューレ（精神発達障害）
  - リンデンシューレ（言語障害）
  - ヴァルドルフ学園ヨハンナ＝ルス＝シューレ（治療教育）

さらにサッカー＝タレントスクール・ジーゲン＝ヴィトゲンシュタインや市立フリッツ＝ブッシュ音楽学校がある。
上述の学校に加え、ジーゲン市民大学が一般教育・卒後教育の多彩なプログラムを提供している。

### レジャー
ジーゲン市内には3つの屋内プールがある。1967年にオープンしたレールトーアの屋内プールは、 25 × 15 メートルのスイミングプールを有している。ヴァイデナウ屋内プールとアイザーフェルト屋内プールはともに 25 × 12.5 メートルのスイミングプールを有している。ガイスヴァイトとカーン＝マリエンボルンにある2つの温水屋外プールの他に、ザールバッハ池天然プールとアイザーフェルト天然プールがジーゲン市内に存在する。

## 人物

### 出身者

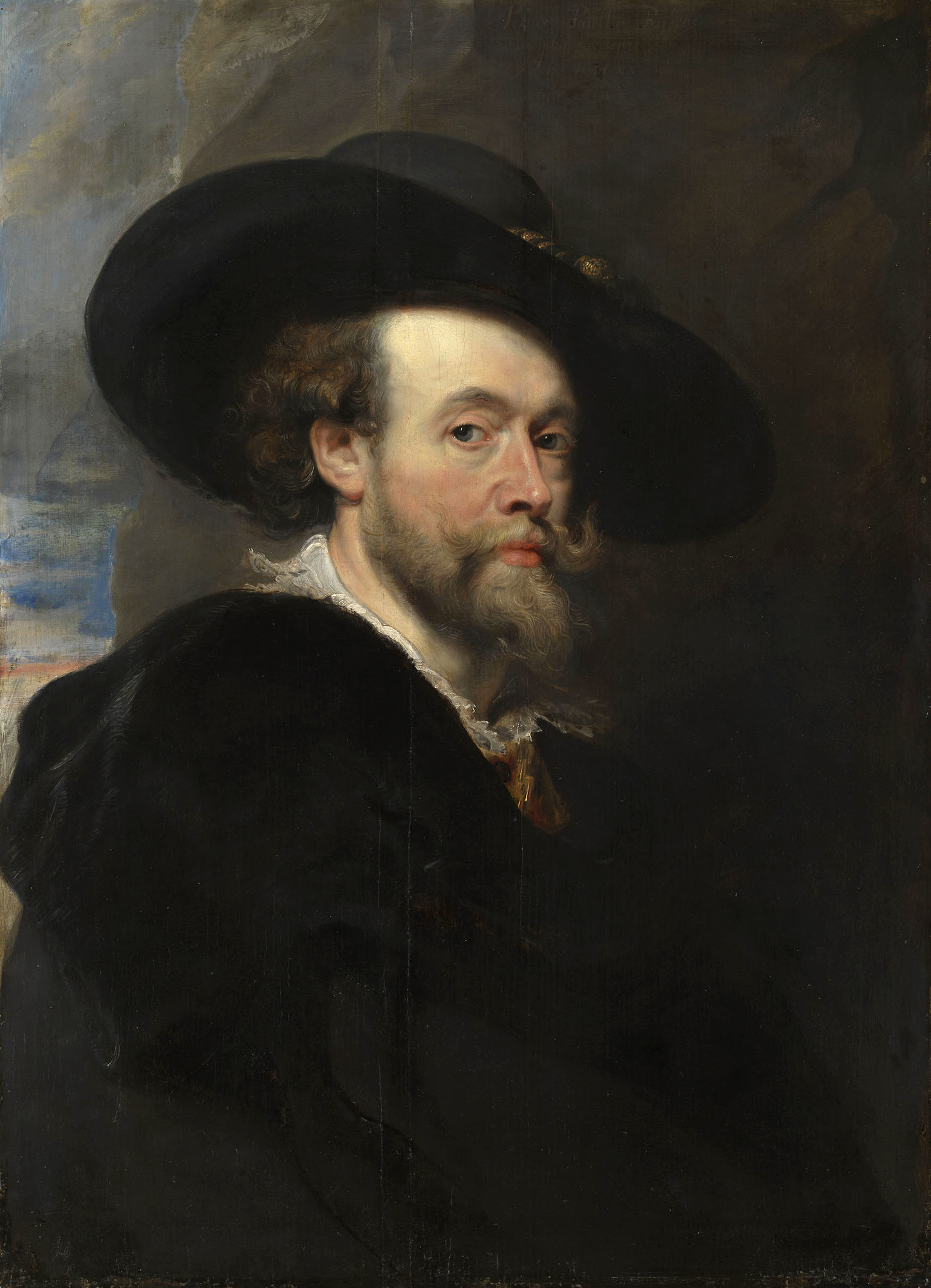
ピーテル・パウル・ルーベンスの自画像（1623年）

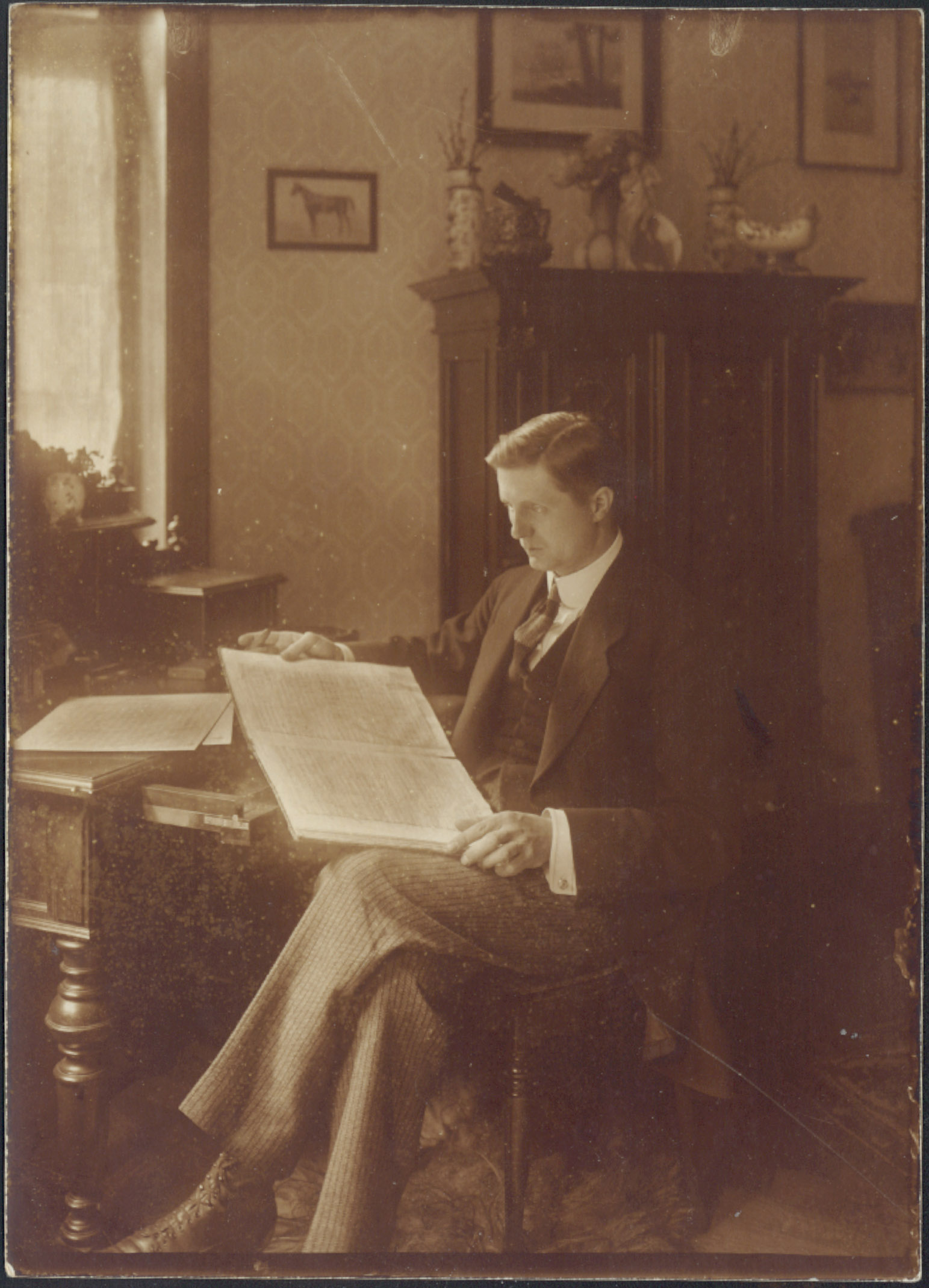
フリッツ・ブッシュ（1919年）

- ナッサウ伯ハインリヒ3世（ドイツ語版、英語版）（1483年 - 1538年）ナッサウ伯、ブレダの領主
- ピーテル・パウル・ルーベンス（1577年 - 1640年）バロックの画家、外交官
- ヨハン・ハインリヒ・ビスターフェルト（1605年 - 1655年）カルヴァン主義の神学者、哲学者、理論家
- ゲオルク・ヴィルヘルム・ヘニング（ドイツ語版、英語版）（1676年 - 1750年）エンジニア、デザイナー
- フリードリヒ・アドルフ・ヴィルヘルム・ディースターヴェーク（1790年 - 1866年）教育者
- フリードリヒ・ロイシュ（1843年 - 1906年）彫刻家
- ハインリヒ・クロイツ（1854年 - 1907年）天文学者
- ハインリヒ・シェンク（ドイツ語版、英語版）（1860年 - 1927年）植物学者
- フリッツ・ブッシュ（1890年 - 1951年）指揮者
- アドルフ・ブッシュ（1891年 - 1952年）ヴァイオリニスト、作曲家
- アドルフ・ハース（ドイツ語版）（1893年 - 1945年）親衛隊中佐、強制収容所司令官
- パウル・ギースラー（1895年 - 1945年）ナチ党の大管区指導者、バイエルン州首相
- ハインリヒ・ゴンターマン（ドイツ語版、英語版）（1896年 - 1917年）第一次世界大戦時の戦闘機パイロット
- ヘルマン・ブッシュ（ドイツ語版）（1897年 - 1975年）チェリスト
- ヘルマン・ギースラー（1898年 - 1987年）建築家
- エルンスト・アーヒェンバッハ（1909年 - 1991年）弁護士、政治家
- ヘルベルト・シェーファー（1927年 - 1991年）サッカー選手
- ヴァルター・シュナイダー（ドイツ語版、英語版）（1927年 - 2010年）カーレーサー
- ベルント・アンド・ヒラ・ベッヒャー 芸術家、写真家
- ロルフ・シュトメレン（1943年 - 1983年）カーレーサー
- ヨーゼフ・クレメンス（ドイツ語版、英語版）（1947年 - ）教皇庁司教、教皇庁協議会事務総長
- ラインハルト・ゲーベル（1952年 - ）ヴァイオリニスト、指揮者
- フランク・ハインリヒ（ドイツ語版、英語版）（1964年 - ）神学者、社会教育学者、政治家
- アルネ・ビルケンシュトック（1967年 - ）作家、演出家
- ナヴィド・ケルマニ（ドイツ語版、英語版）（1967年 - ）作家
- イェンス・ヴェールマン（1967年 - ）テニス選手
- アキフ・チャアタイ・クルチ（1976年 - ）トルコの政治家
- ケルスティン・シムコビアク（ドイツ語版、英語版）（1977年 - ）女子スケルトン選手
- ナディア・ベッカー（1978年 - ）女優
- サブリナ・モッケンハウプト（ドイツ語版、英語版）（1980年 - ）陸上長距離走選手
- フロリアン・クリンゲ（1982年 - ）サッカー選手
- モリッツ・フォルツ（1983年 - ）サッカー選手
- クリスティアン・デュネス（ドイツ語版、英語版）（1984年 - ）バレーボール選手
- カタリナ・ハインツ（ドイツ語版、英語版）（1987年 - ）女子スケルトン選手
- ゼリム・ギュンデュツ（1994年 - ）サッカー選手
- ルカ・ヴァルトシュミット（1996年 - ）サッカー選手

### ゆかりの人物
- ヨハネス・ピスカトール（ドイツ語版、英語版）（1546年 - 1625年）神学者、ジーゲンのグラーフェンシューレ学長および大学教授を務めた
- ヨハネス・アルトゥジウス（ドイツ語版、英語版）（1563年頃 - 1638年）弁護士、政治理論学者
- ナッサウ＝ジーゲン侯ヨハン・マウリッツ（1604年 - 1679年）
- フリードリヒ・フリック（ドイツ語版、英語版）（1883年 - 1972年）企業家
- カール＝アドルフ・ホリット（1891年 - 1985年）ドイツ国防軍司令官
- テレーゼ・ギーゼ（ドイツ語版、英語版）（1898年 - 1975年）女優
- ゲアハルト・シュレーダー（1944年 - ）政治家、連邦首相
- アクセル・アルフレート・ヴェーバー（ドイツ語版、英語版）（1957年 - ）経済学者、ドイツ連邦銀行総裁
- フランク・シルマッハー（ドイツ語版、英語版）（1959年 - 2014年）ジャーナリスト、エッセイスト

## 関連図書
- Heinrich Silbergleit: Preußens Städte: Denkschrift zum 100-jährigen Jubiläum der Städteordnung vom 19. November 1808. Heymann, Berlin 1908.
- Heinrich von Achenbach: Die Haubergs-Genossenschaften des Siegerlandes. Nach dem Druck von Bonn 1863 neu hrsg. v. Stadt Siegen, Forschungsstelle Siegerland, Siegen 1963.
- Heinrich von Achenbach: Geschichte der Stadt Siegen. Erg. Nachdr. der Ausg. Vorländer, Siegen 1894. Verlag Die Wielandschmiede, Kreuztal 1983.
- Heinrich von Achenbach: Aus des Siegerlandes Vergangenheit. 2. erg. Nachdr. der Ausg. Siegen 1898. Verlag Die Wielandschmiede, Kreuztal 1982.
- Walther Hubatsch (Hrsg.): Westfalen. In: Grundriss zur deutschen Verwaltungsgeschichte 1815–1945. Band 8 Reihe A: Preußen. Marburg an der Lahn 1980, ISBN 3-87969-123-1.
- Erich Keyser (Hrsg.): Westfälisches Städtebuch. In: Deutsches Städtebuch. Band III 2. Teilband. Kohlhammer, Stuttgart 1954.
- Mues, Willi: Der große Kessel. Eine Dokumentation über das Ende des Zweiten Weltkrieges zwischen Lippe und Ruhr/Sieg und Lenne. Erwitte 1984.
- Rainer S. Elkar u. Jürgen Schawacht (Hrsg.): Siegen 1896. Bilder und Notizen aus der preußischen Provinz. Vorländer, Siegen 1996. ISBN 3-923483-21-X.
- Andreas Bingener (Bearb.): Siegen. In: Wilfried Ehbrecht (Hrsg.): Westfälischer Städteatlas. Lieferung 9, Nr. 4. GSV Städteatlas Verlag, Altenbeken 2004.
- Achim Walder (Hrsg.): Sehenswertes in Siegerland und Wittgenstein. Zwischen Sieg und Rothaargebirge Walder Verlag 2004, ISBN 3-936575-08-8.

これらの文献は、翻訳元であるドイツ語版の参考文献として挙げられていたものであり、日本語版作成に際し直接参照してはおりません。

### 訳注
1. ↑  ドイツ語: Stolpersteine、国家社会主義の犠牲者名を刻み、そのゆかりの場所に埋設したプレート
2. ↑  一般の映画館での商業ベースに乗らない作品を上映する映画館